# Feldkirch
Feldkirch ist mit 36.708 Einwohnern (Stand 1. Jänner 2025) nach Dornbirn die zweitgrößte Stadt im österreichischen Bundesland Vorarlberg und Sitz der Bezirkshauptmannschaft des gleichnamigen Verwaltungsbezirks. Feldkirch ist die westlichste Gemeinde Österreichs und belegt nach ihrer Einwohnerzahl auf der Liste der Städte Österreichs Platz 13.
Die Stadt ist Sitz zahlreicher Institutionen, weshalb sie auch als „heimliche Landeshauptstadt“ bezeichnet wird. Dazu zählen unter anderem das Landesgericht Feldkirch mit angeschlossener Justizanstalt, die Wirtschaftskammer Vorarlberg, die Arbeiterkammer Vorarlberg, das größte Landeskrankenhaus Vorarlbergs (Landeskrankenhaus Feldkirch), das Vorarlberger Landeskonservatorium, eine Außenstelle des Bundesfinanzgerichtes und das Landesamt für Vermessung und Geoinformation (LVG). Seit 1968 ist Feldkirch außerdem Sitz eines Bistums und seit der Gründung des Landeskonservatoriums im Jahr 1977 auch Hochschulstadt.

## Geographie

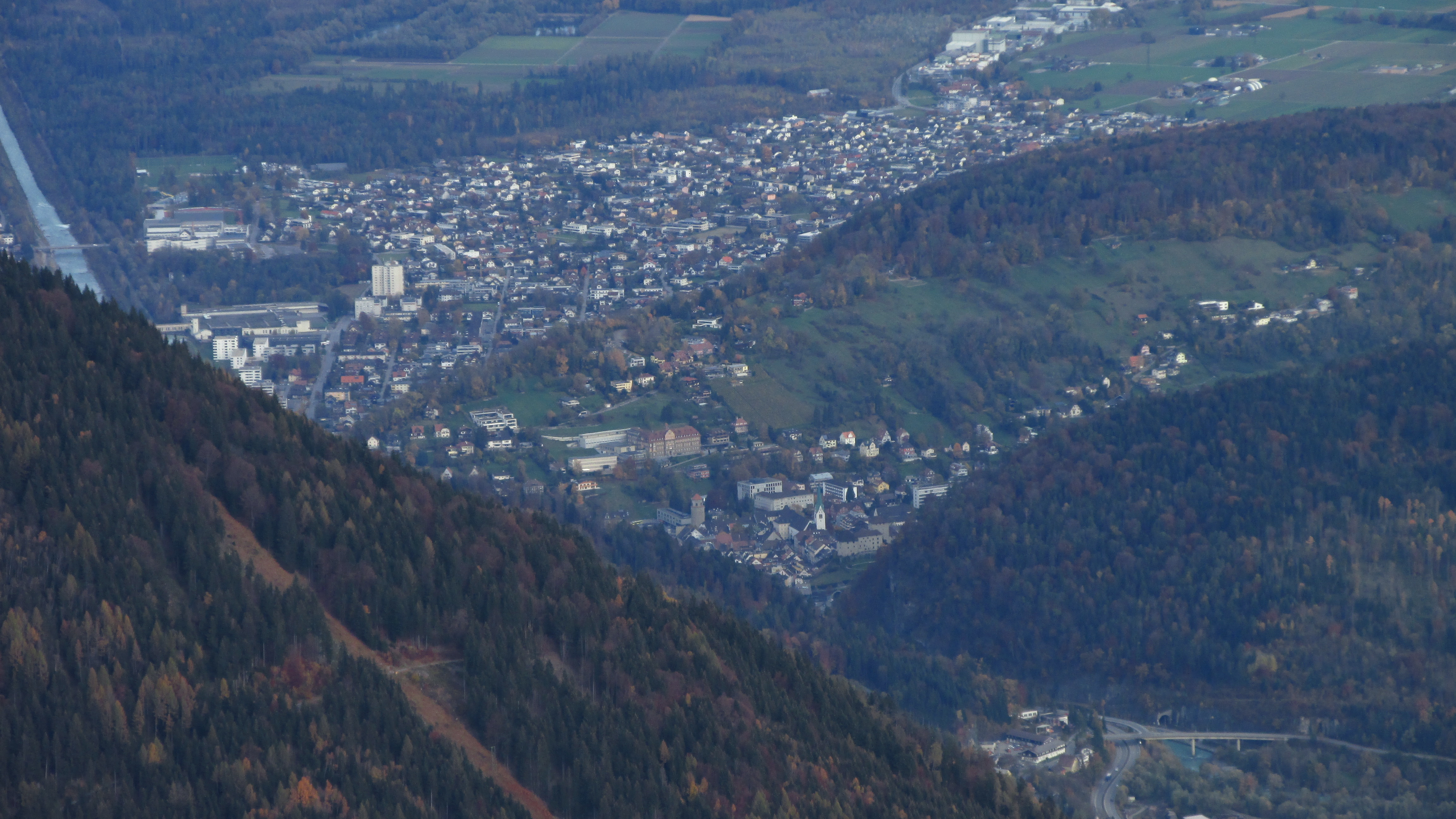
Blick von den Hohen Köpfen auf Feldkirch

Die Stadt liegt am Ausgang des Illtals in der Ebene des Alpenrheins und grenzt an die Schweiz sowie an Liechtenstein.

### Stadtgliederung
Seit der Gründung von „Groß-Feldkirch“ im Jahr 1925 besteht die Stadt aus sieben „Fraktionen“; diese bezeichnen einen Ortsteil und nicht einen Zusammenschluss von Abgeordneten. Die  Ortsvorsteher der Fraktionen werden von der Stadtvertretung im Einvernehmen mit dem Bürgermeister bestellt. Stand 31. März 2025 kommt in der politischen Realität den Fraktionen und ihren Ortsvorstehern meist nur noch geringe Bedeutung zu.
- Altenstadt (3.375.570 m²)

2.772 Haushalte mit 6.247 Einwohnern
- Gisingen (8.002.650 m²)

4.553 Haushalte mit 10.251 Einwohnern
- Innenstadt (1.309.629 m²)

1.842 Haushalte mit 3.796 Einwohnern
- Levis (2.514.153 m²)

1.475 Haushalte mit 3.120 Einwohnern
- Nofels (10.702.079 m²)

1.948 Haushalte mit 4.576 Einwohnern
- Tisis (4.397.119 m²)

2.503 Haushalte mit 5.635 Einwohnern
- Tosters (4.052.933 m²)

2.983 Haushalte mit 6.733 Einwohnern

### Nachbargemeinden
| Rüthi                | Meiningen                                   | Rankweil |
| Altstätten           | Kompassrose, die auf Nachbargemeinden zeigt | Göfis    |
| Ruggell Schellenberg | Mauren                                      | Frastanz |

### Klima
|                        | Jan  | Feb  | Mär  | Apr  | Mai  | Jun  | Jul  | Aug  | Sep  | Okt  | Nov  | Dez  |   |      |
| Mittl. Temperatur (°C) | 0,0  | 1,0  | 5,3  | 9,4  | 14,1 | 17,0 | 19,0 | 18,2 | 14,1 | 9,8  | 4,4  | 1,2  | ⌀ | 9,5  |
| Mittl. Tagesmax. (°C)  | 3,4  | 5,4  | 10,6 | 15,1 | 19,9 | 22,5 | 24,7 | 23,9 | 19,6 | 15,0 | 8,2  | 4,2  | ⌀ | 14,4 |
| Mittl. Tagesmin. (°C)  | −3,3 | −2,6 | 1,2  | 4,6  | 9,1  | 12,2 | 14,2 | 13,8 | 10,2 | 6,3  | 1,2  | −1,9 | ⌀ | 5,5  |
|                        |      |      |      |      |      |      |      |      |      |      |      |      |   |      |
| Niederschlag (mm)      | 72   | 68   | 89   | 89   | 124  | 155  | 182  | 182  | 131  | 86   | 92   | 89   | Σ | 1359 |
|                        |      |      |      |      |      |      |      |      |      |      |      |      |   |      |
| Luftfeuchtigkeit (%)   | 74,3 | 66,7 | 57,3 | 53,7 | 55,3 | 57,1 | 58,2 | 60,5 | 63,4 | 66,9 | 73,5 | 76,9 | ⌀ | 63,6 |

| −3,3 |

| −2,6 |

| 1,2 |

| 4,6 |

| 9,1 |

| 12,2 |

| 14,2 |

| 13,8 |

| 10,2 |

| 6,3 |

| 1,2 |

| −1,9 |

| −3,3 |

| −2,6 |

| 1,2 |

| 4,6 |

| 9,1 |

| 12,2 |

| 14,2 |

| 13,8 |

| 10,2 |

| 6,3 |

| 1,2 |

| −1,9 |

| N i e d e r s c h l a g | 72  | 68  | 89  | 89  | 124 | 155 | 182 | 182 | 131 | 86  | 92  | 89  |
|                         | Jan | Feb | Mär | Apr | Mai | Jun | Jul | Aug | Sep | Okt | Nov | Dez |

Mit 38,1 °C hält Feldkirch seit dem 11. Juli 1984 den Vorarlberg-Hitzerekord.

## Geschichte

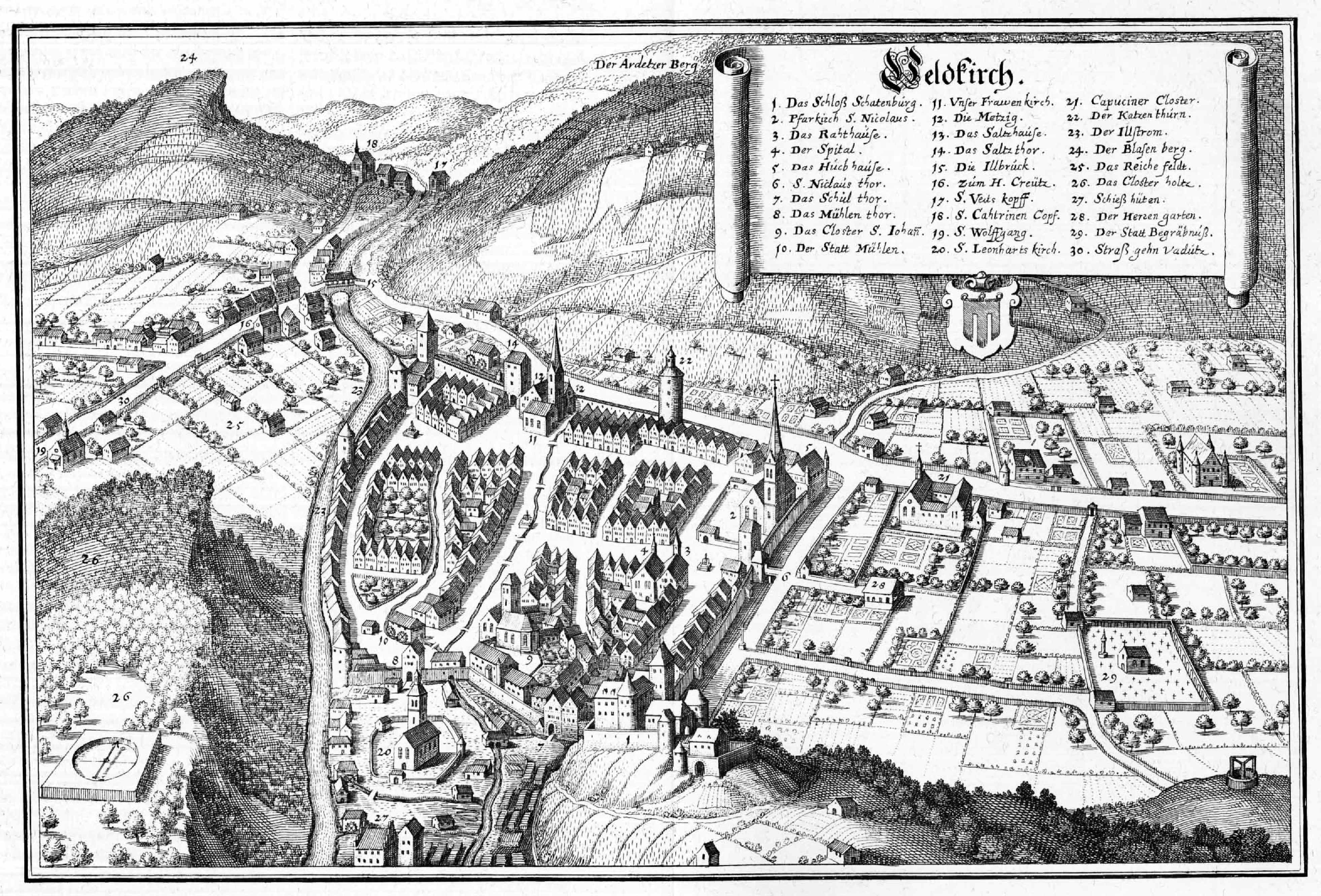
Feldkirch um 1650, Kupferstich von Matthäus Merian d. Ä.

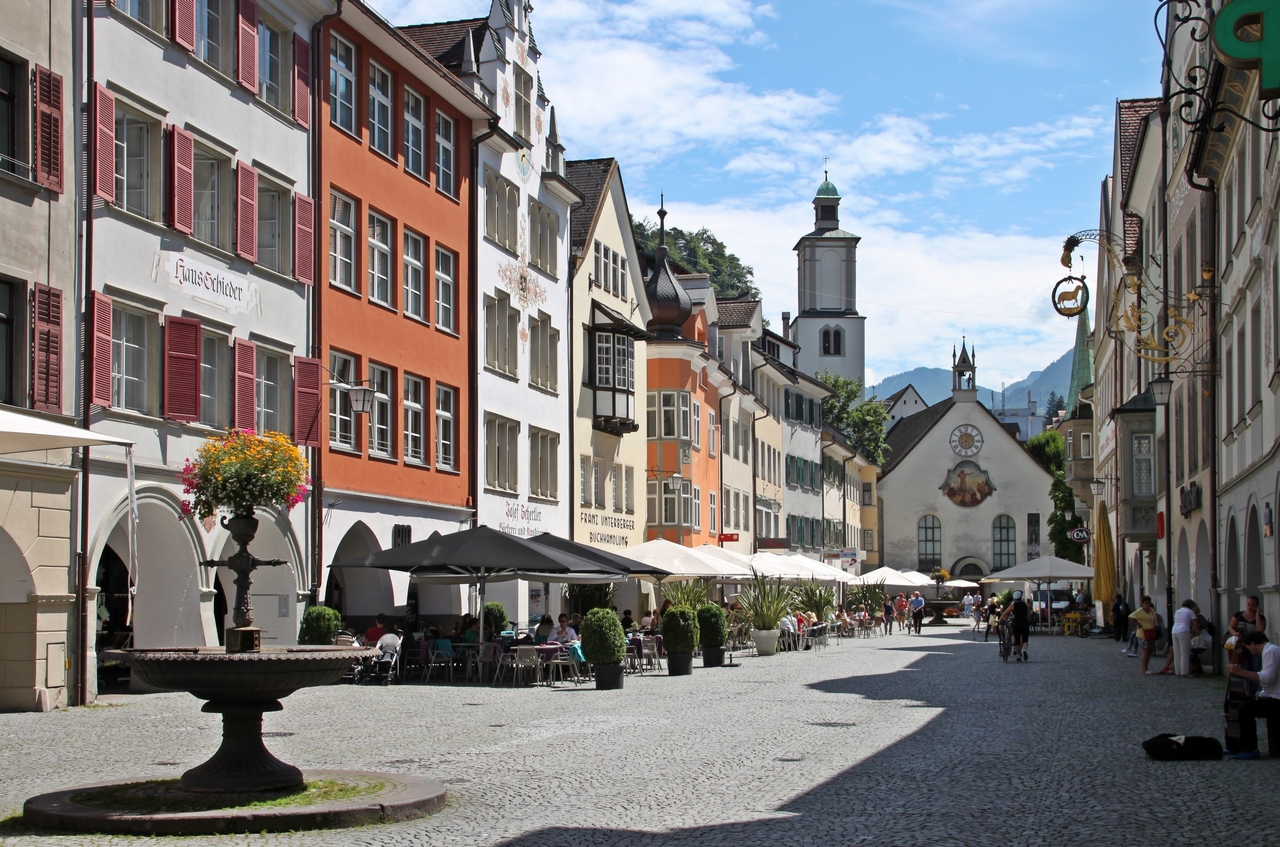
Marktgasse mit Laubengängen, Feldkirch.

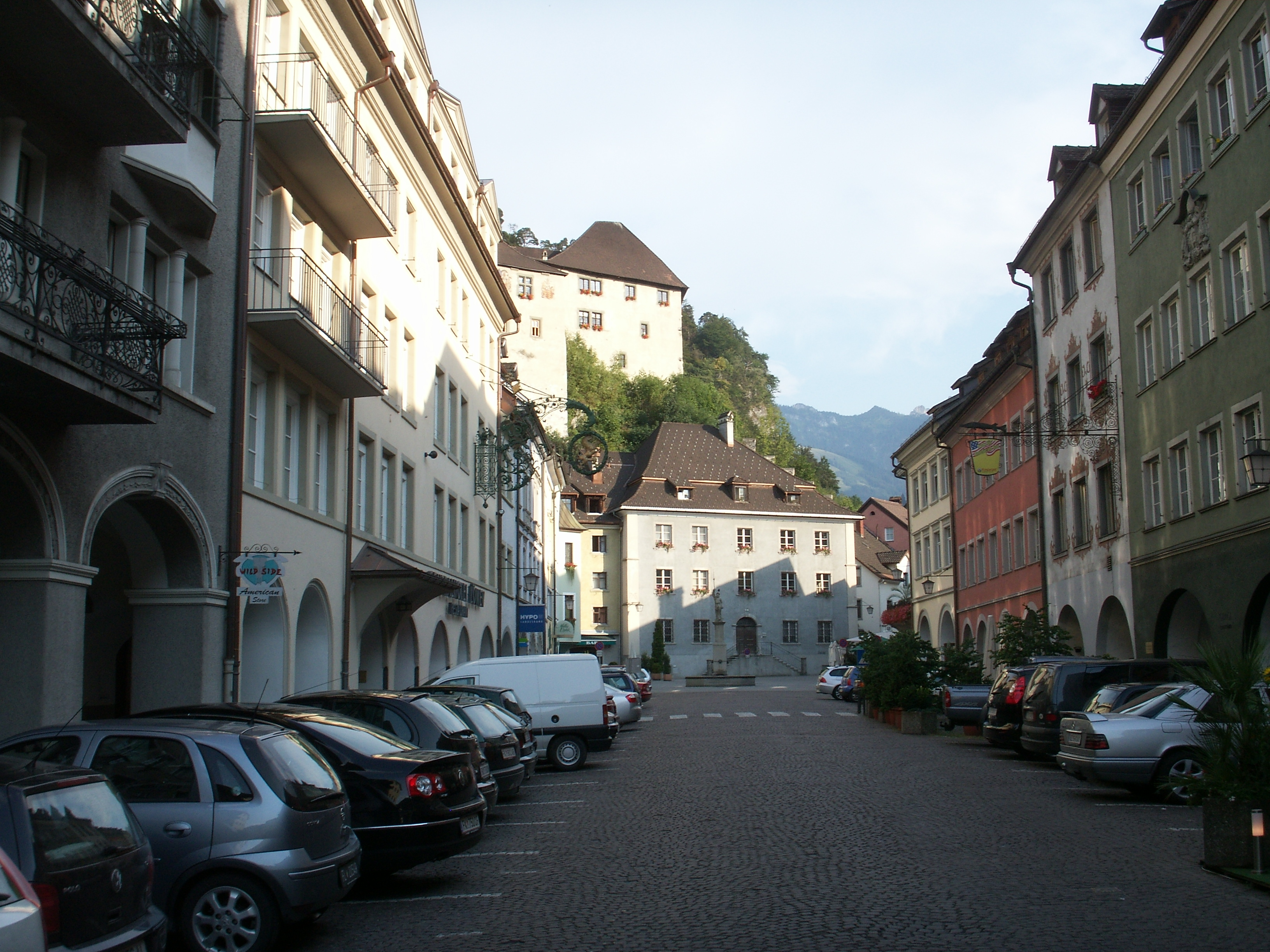
Neustadt, Feldkirch

Zur Fritzens-Sanzeno-Kultur siehe Kultplatz im Flur Grütze.

### Antike und Mittelalter
Einige Kilometer nördlich des heutigen Stadtgebiets (im heutigen Rankweil) befand sich bereits zu spätrömischer Zeit eine Siedlung mit einer ecclesia sancti Petri ad Campos, also einer Kirche St. Peter im Felde. Im 9. Jahrhundert entstand dann eine weitere (Filial-)Kirche im Feld, die St. Petronilla-Kirche (heute Kapelle St. Petronilla und Martin). Der Name Feldkirichun im Rätischen Reichsurbar – einem Besitzverzeichnis von 842 n. Chr. – leitete sich von einer dieser Kirchen im Feld ab und bezeichnete ursprünglich die Siedlung des heutigen Altenstadt. Der Name Feldkirch (Veldkiricha, Veldkirchia u. a. Schreibweisen) wurde dann jedoch für die südlicher, nahe der Ill, neu entstandene und stark wachsende Ansiedlung am Fuße der unter Graf Hugo I. von Montfort erbauten Schattenburg übernommen und das ursprüngliche Feldkirch, obgleich immer noch Dorf, nach und nach Alte Stat, später Altenstadt genannt. So Veldkiricha in einer Urkunde des Klosters St. Gallen aus dem Jahr 909.
1218 ist das neue Feldkirch erstmals urkundlich als Stadt genannt. Der letzte Graf der Feldkircher Linie der Montforter, Rudolf V. († 1390), war zunächst viele Jahre Domherr und Dompropst in Chur und erst nach einer späten, kinderlosen Ehe zur Regierung berufen. Er veräußerte 1375 Stadt und Herrschaft Feldkirch an Herzog Leopold III. von Habsburg, dessen Vögte 1379 schließlich in Feldkirch einzogen.
Im Zusammenhang mit dem Verkauf verstanden es die Feldkircher Bürger, Freiheitsrechte zu erstreiten, die im großen Freiheitsbrief von 1376 ihren Ausdruck fanden und die sie wirtschaftlich zu nutzen wussten. Diese starke Position der Feldkircher Bürger wurde durch die militärisch zentrale Lage ermöglicht. Feldkirch lag und liegt am Schnittpunkt von zwei wichtigen Verkehrsverbindungen – dem Rheintal und der vom Arlberg herab nach Westen in die Schweiz führenden Straße – unmittelbar am Austritt der Ill in die Rheinebene. Der Schriftsteller J. C. Heer verglich die Stadt Feldkirch mit einem „von der Natur selber geschaffenen, wohlangelegten militärischen Fuchsbau, der in früheren Jahrhunderten den Schlüssel für Krieg und Frieden gegen den Arlberg gebildet habe“.
Der Handel mit Italien und dem Heiligen Römischen Reich gedieh und brachte der Stadt Wohlstand. Die Handwerker erreichten eine solche Bedeutung, dass sie 1405 einen Aufstand gegen die Patrizier wagen konnten. Der Reichtum der Stadt war eine wichtige Voraussetzung für ihre kulturelle Entwicklung. Man hatte genug Geld zur Gründung einer Lateinschule, die sich 1399 zum ersten Mal nachweisen lässt.
Die Habsburger verwalteten in der Folge ihre im heutigen Vorarlberg gelegenen Herrschaftsgebiete abwechselnd von Tirol und Vorderösterreich (Freiburg im Breisgau) aus. Im späten Mittelalter, in der Zeit der Appenzellerkriege (1405–1429) zwischen der mit Habsburg verbündeten Fürstabtei St. Gallen und den dieser untergebenen Appenzellern, begann die in der Neuzeit abgeschlossene Herausbildung der staatlichen Territorien. Signifikant dafür sind unterschiedliche Bündnisse der Städte und der Stände der Herrschaft Feldkirch mit den Hofleuten zu Altstätten, Berneck und Marbach, mit der Stadt St. Gallen sowie mit den Landleuten am Eschnerberg. 1405 erfolgte durch die Aufnahme der Stadt Feldkirch die eigentliche Gründung des nach eidgenössischem Vorbild organisierten Bundes ob dem See, des wichtigsten Bündnisses dieser Zeit in dieser Region. Der Bund dehnte sich durch den Beitritt von Bludenz, Rankweil, Sax, Gaster, Toggenburg und anderen rasch aus. Gewagte militärische Unternehmungen und Erhebungen gegen die Herrschaft der Habsburger (Tirol, Allgäu, Thurgau) waren kurzfristig erfolgreich und führten zur Zerstörung zahlreicher Adelsburgen. Am 13. Jänner 1408 unterlag der Bund jedoch bei Bregenz dem habsburgischen Ritterheer.

### Neuzeit
Im Zweiten Koalitionskrieg fand bei Feldkirch 1799 eine Schlacht statt. 1649 begründete der Jesuitenorden in Feldkirch ein Kolleg, aus dem sich von 1856 an das vom Kaiserhaus protegierte Elitegymnasium Stella Matutina entwickelte, das – mit Unterbrechungen – bis 1979 bestand und durch das Feldkirch internationale religiöse, wissenschaftliche und pädagogische Ausstrahlung gewann.

### 20. und 21. Jahrhundert

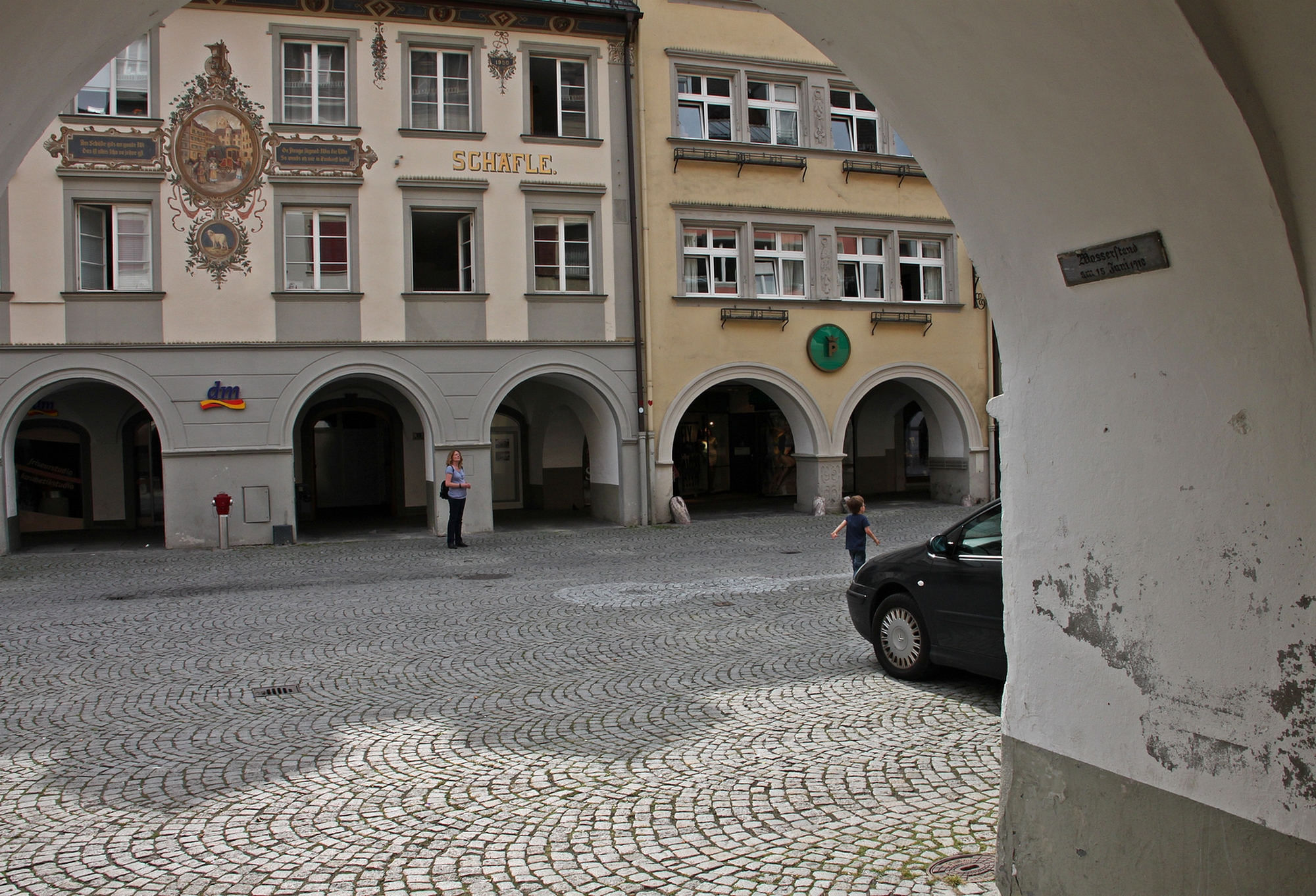
Wasserstandsmarke für das Hochwasser von Juni 1910 in der Marktgasse

Ein durch die Kombination von starken Regenfällen und Schneeschmelze bewirktes, schweres Hochwasser verwüstete im Juni 1910 große Teile Feldkirchs. Der Abfluss der Wassermassen war überdies durch die Engstelle in der Kapfschlucht westlich der Altstadt behindert, was die Ill aufstaute und die Überflutungshöhe steigerte. Infolgedessen erfolgten 1914/15 umfangreiche Arbeiten, bei denen 12.700 m³ Gestein aus der Schlucht herausgesprengt und abtransportiert wurden, zur Vergrößerung des Abflussquerschnitts.
1925 vergrößerte sich das Stadtgebiet erheblich durch die Eingemeindung von Levis, Altenstadt, Gisingen, Nofels, Tosters und Tisis.
Am 1. Oktober 1943 war Feldkirch Ziel eines alliierten Luftangriffes. Ein Bomberverband der USAAF, der ein Messerschmitt-Werk bei Augsburg angreifen sollte, jedoch auf Grund von schlechtem Wetter sein Ziel nicht gefunden hatte, nutzte stattdessen Feldkirch als Ersatzziel. Getroffen wurde unter anderem ein Lazarett im Stadtteil Tisis, wobei über 100 Todesopfer zu beklagen waren. Abgesehen vom Einmarsch der französischen Truppen zu Kriegsende war der Bombenangriff auf Feldkirch die einzige größere Kampfhandlung während des Zweiten Weltkriegs im Raum Vorarlberg.
Am 8. Mai 1992 ereignete sich ein für Vorarlberger Verhältnisse heftiges Erdbeben der Magnitude 4,3 und einer EMS von 6 bis 7, das Gebäudeschäden hinterließ.
Das Alpenhochwasser 2005 brachte das Bett der Ill, als das Wasser bis fast an die Unterkante der wichtigen Montfortbrücke reichte, an die Grenze seiner Durchlassfähigkeit. Bis zu 689 m³ Illwasser wälzten sich an der Pegelstation Gisingen pro Sekunde durch das Stadtgebiet. Da 2/3 der Innenstadt bei einem HQ 100 (entspricht einem Abfluss von 820 m³/s am Pegel Gisingen) bis zu 3 Meter hoch unter Wasser stehen würden, wird die Kapfschlucht in der Erwartung von durch die Klimaerwärmung bedingten, noch größeren Abflussspitzen in den Jahren 2023 bis 2025 auf 190 m Länge von 20 m auf 28 m Breite nach Norden aufgeweitet. Hierzu werden weitere 15.000 m³ Fels aus der Schlucht herausgesprengt und aufwendige Verlegungen von Straßen und Wegen, die bisher durch die Schlucht führten, vorgenommen. Obwohl der Wasserspiegel an der Montfortbrücke durch diese Flussbettverbreiterung bei einem HQ 100 um 1,20 m absinken würde, soll diese im Jahr 2025 angehoben werden.
Die Kolpingfamilie Feldkirch mit dem Kolpinghaus am Jahnplatz ist der älteste noch bestehende Arbeiterverein Vorarlbergs.

### Bevölkerungsentwicklung

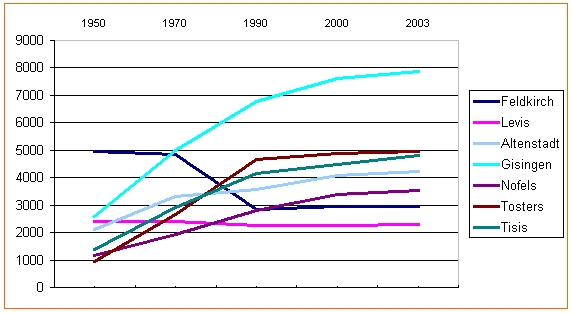
Einwohnerentwicklung der Stadtteile Feldkirchs (Stand 31. Dezember 2003)

Die Einwohnerzahl nimmt in den letzten Jahrzehnten stark zu, da sowohl Geburtenbilanz als auch Wanderungsbilanz positiv sind. So wanderten in den zehn Jahren von 2001 bis 2011 um 1.009 Personen mehr zu als weg.

## Wirtschaft und Infrastruktur

### Verkehr
Feldkirch besitzt seit 1993 ein Stadtbussystem mit neun Linien, welche in allen Stadtteilen und in Frastanz (Ortsteil Fellengatter) verkehren.
Der Betreiber stadt Stadtbusses ist der Stadtbus Feldkirch.
An Wochenenden und vor Feiertagen verbindert das YOYO die Teile Feldkirchs sowie Rankweil, Sulz, Röthis, Weiler, Klaus, Zwischenwasser, Übersaxen, Göfis und Frastanz bis drei Uhr früh. Zudem verkehren die Linien 427,428, 430, 445, 455, 470 und 480 des Landbus Oberes Rheintal, die Linie 530 des Landbus Walgau sowie die Linien 11, 13, 14 und 36E des Verkehrsbetriebes LIECHTENSTEINmobil in Feldkirch. (Stand: März 2023)
Der Bahnhof Feldkirch, an dem alle Personenzüge halten, liegt an der Bahnstrecke Lindau–Bludenz, welche in Bludenz an die Arlbergbahn Richtung Innsbruck anschließt. An dieser Strecke liegt weiter nördlich auch die Haltestelle Feldkirch-Amberg. Feldkirch ist aufgrund der Bahnstrecke in Richtung Buchs SG, die über Schaan in Liechtenstein führt, auch ein wichtiger Knoten für die Verbindung nach Zürich. Weitere Haltestellen im Gemeindegebiet von Feldkirch sind Altenstadt, Gisingen und Tisis. Autoreisezüge verkehren täglich von Feldkirch nach Wien, Villach und Graz, der Bahnhof verfügt hierfür über eine Fahrzeugverladestelle.
Feldkirch ist durch die Anschlüsse Feldkirch-Nord (36) und Feldkirch-Frastanz an die Rheintal/Walgau Autobahn (A14) angeschlossen, die östlich ab Bludenz als S16 durch den Arlberg-Straßentunnel nach Tirol führt.

#### Stadttunnel Feldkirch
Bedingt durch das hohe regionale und grenzüberschreitende Verkehrsaufkommen stauen zu Stoßzeiten seit Jahrzehnten Fahrzeugkolonnen durch die Feldkircher Innenstadt. Bereits seit den 1970er-Jahren bemühte sich die Politik um eine Lösung der Verkehrssituation. 2005 entschieden sich das Land Vorarlberg, die Stadt Feldkirch und die Marktgemeinde Frastanz für ein konsensorientiertes Planungsverfahren mit der Bevölkerung. Daraus ging der Stadttunnel Feldkirch als Bestvariante hervor.
Das Projekt besteht aus den vier Tunnelästen Felsenau, Tisis, Tosters und Altstadt, die durch einen zentralen unterirdischen Kreisverkehr verbunden sind. Umfassende Begleitmaßnahmen sollen eine dauerhafte Entlastung des bestehenden Straßennetz sicherstellen. Dazu gehören straßenpolizeiliche (z. B. LKW-Durchfahrtsverbot, Geschwindigkeitsreduktionen), verkehrsorganisatorische (z. B. Verkehrslenkung mittels Ampelanlagen) und bauliche Maßnahmen (wie die Umgestaltung der Zentrumsbereiche in den Ortsteilen Tosters und Tisis).
Der Stadttunnel Feldkirch ist das erste Straßenbauprojekt in Vorarlberg, für das eine Genehmigung nach dem UVP-Gesetz beantragt wurde. 2015 erging ein positiver UVP-Bescheid in erster Instanz, dieser wurde 2019 in zweiter Instanz bestätigt. Diese Bestätigung durch das Bundesverwaltungsgericht stellt eine konsumierbare Baubewilligung dar.
Die vorbereitenden Arbeiten für den Bau des Stadttunnels Feldkirch begannen im Herbst 2019. Im Dezember 2020 gab die Vorarlberger Landesregierung 23 Millionen Euro für weitere Teilbaulose frei. Im März 2022 erfolgte die Rückweisung des Revisionsantrages der Projektgegner und damit Abschluss des „außerordentlichen Rechtsweges“ vor den Höchstgerichten. Im Juli 2022 fasst die Vorarlberger Landesregierung den Baubeschluss für den ersten Bauabschnitt und beauftragte die Ausschreibung des Projekts. Im Dezember 2024 wurde der Baubeschluss für Abschnitt zwei und damit für die Umsetzung des Gesamtprojekts beschlossen. Die Fertigstellung ist gemäß UVP-Bescheid für 2030 vorgesehen.
Für die Stadt Feldkirch ist der Stadttunnel nicht nur ein wichtiges Entlastungsprojekt. Der Verkehr wird aus dem Lebensraum geholt. Dadurch bieten sich neue Chancen für die Stadt- und Ortsteilentwicklung sowie für den Ausbau des öffentlichen Personennahverkehrs.

### Weitwanderweg
In Feldkirch endet der Zentralalpenweg, ein österreichischer Weitwanderweg, der von Hainburg an der Donau auf einer Strecke von 1200 km hierher führt.

### Ansässige Unternehmen

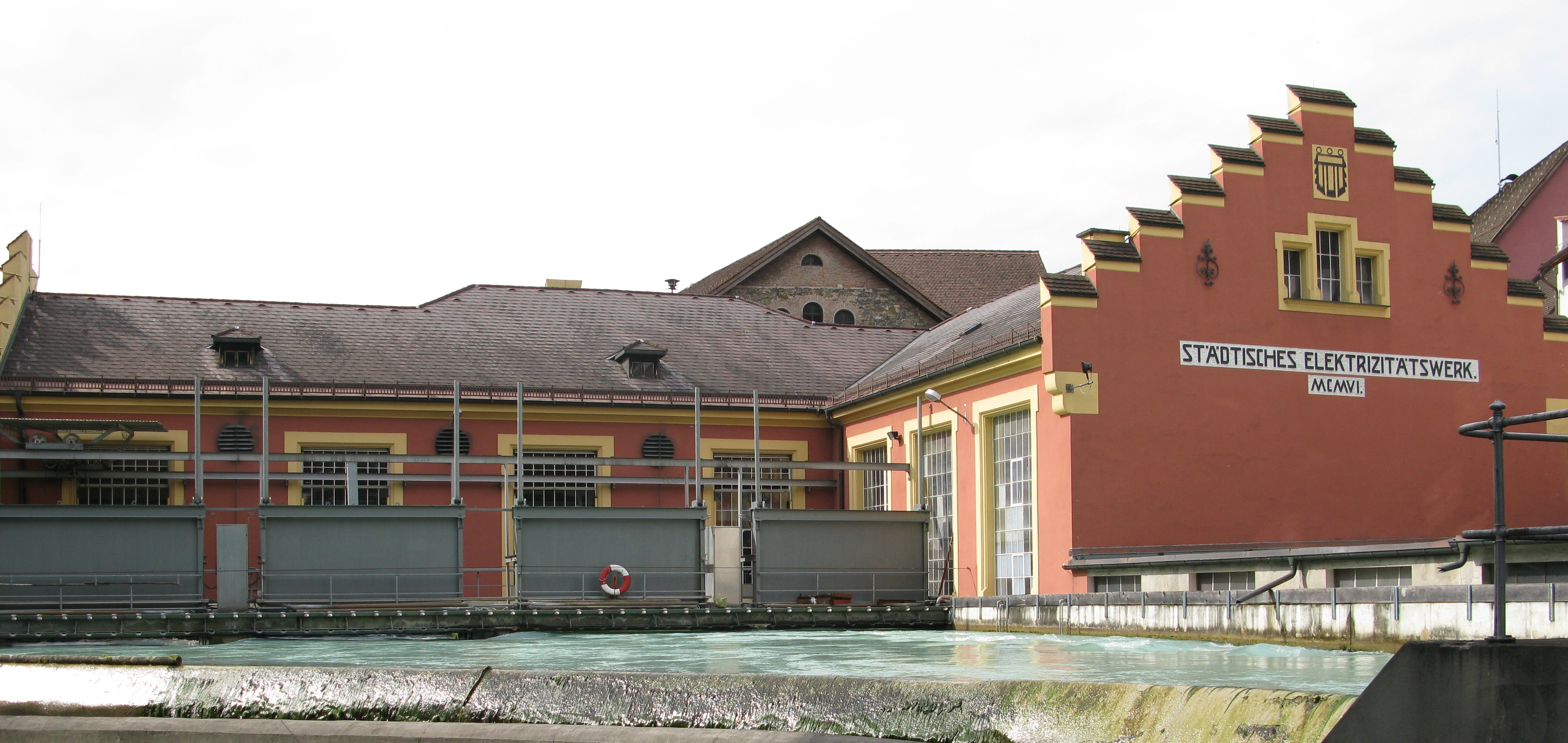
Das Wasserkraftwerk von Feldkirch

In Feldkirch gab es früher die Gießereien Stutzenberger, Felix und Grassmayr, allesamt bedeutende Glockengießer.
Per Stichtag 15. Mai 2001 beschäftigten 1.464 Unternehmen – davon acht größere Unternehmen mit mehr als je 200 Mitarbeitern – in Feldkirch 13.146 Mitarbeiter.
- Bachmann Electronic
- Vorarlberg Milch
- Lingenhöle Technologie
- JCL Logistics GmbH
- Stadtwerke Feldkirch
- KSW Elektro- und Industrieanlagenbau GmbH
- Gebäudereinigung Bauer
- Landeskrankenhaus Feldkirch

### Landwirtschaft
In Feldkirch wird auch Wein angebaut, einerseits gibt es die Weingärten am Ardetzenberg, und auch gegenüberliegend wird unterhalb der Schattenburg Wein angebaut.

### Sicherheit

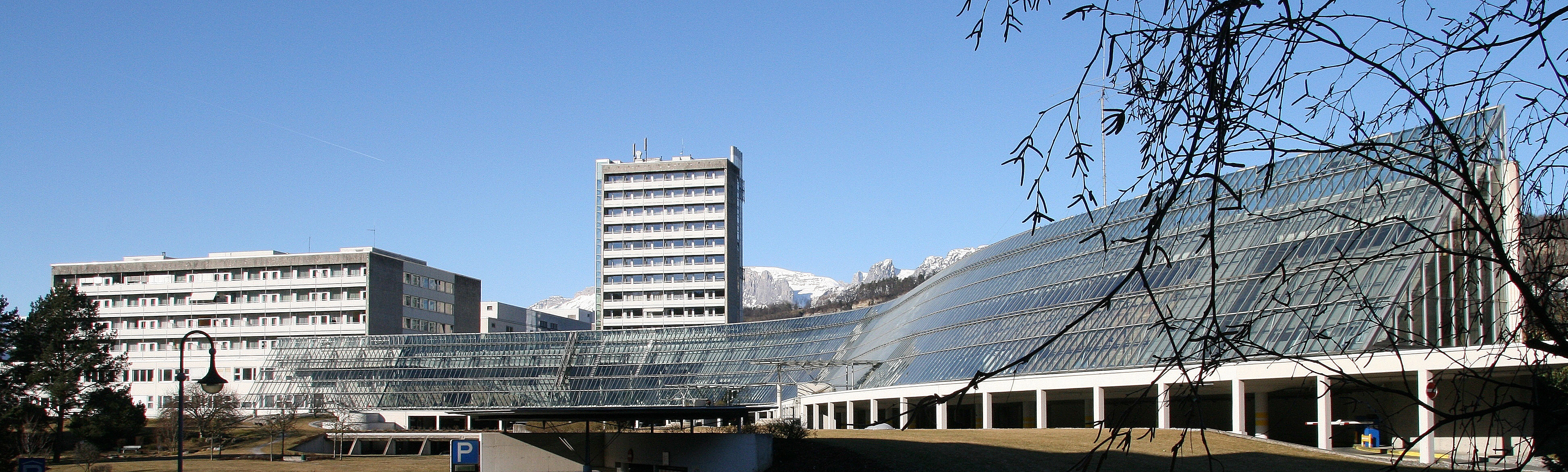
Landeskrankenhaus

Feldkirch ist Sitz des Bezirkspolizeikommandos für den Bezirk Feldkirch, Standort der Polizeiinspektion Feldkirch und des Bildungszentrums Vorarlberg der Sicherheitsakademie. Außerdem befindet sich in Feldkirch eine Außenstelle des Einsatzkommandos Cobra, einer Antiterroreinheit. Die Stadt Feldkirch beschäftigt einen eigenen Gemeindewachkörper mit 23 Stadtpolizisten, deren Wachzimmer sich im Rathaus befindet. Daneben sind noch drei Parküberwachungsorgane für die Stadt im Einsatz.

### Arbeitnehmer- und Arbeitgebervertretungen
Sowohl die Arbeiterkammer Vorarlberg als auch die Wirtschaftskammer Vorarlberg haben ihren Sitz in Feldkirch. Der Österreichische Gewerkschaftsbund ist mit einer Niederlassung vertreten.

### Energie
Feldkirch gehört zu den 33 Gemeinden in Österreich (Stand 2023), die mit der höchsten Auszeichnung des e5-Gemeinden-Energieprojekts ausgezeichnet wurden. Das e5-Gemeinde-Projekt soll die Umsetzung einer modernen Energie- und Klimapolitik auf Gemeindeebene fördern.

### Landesgericht

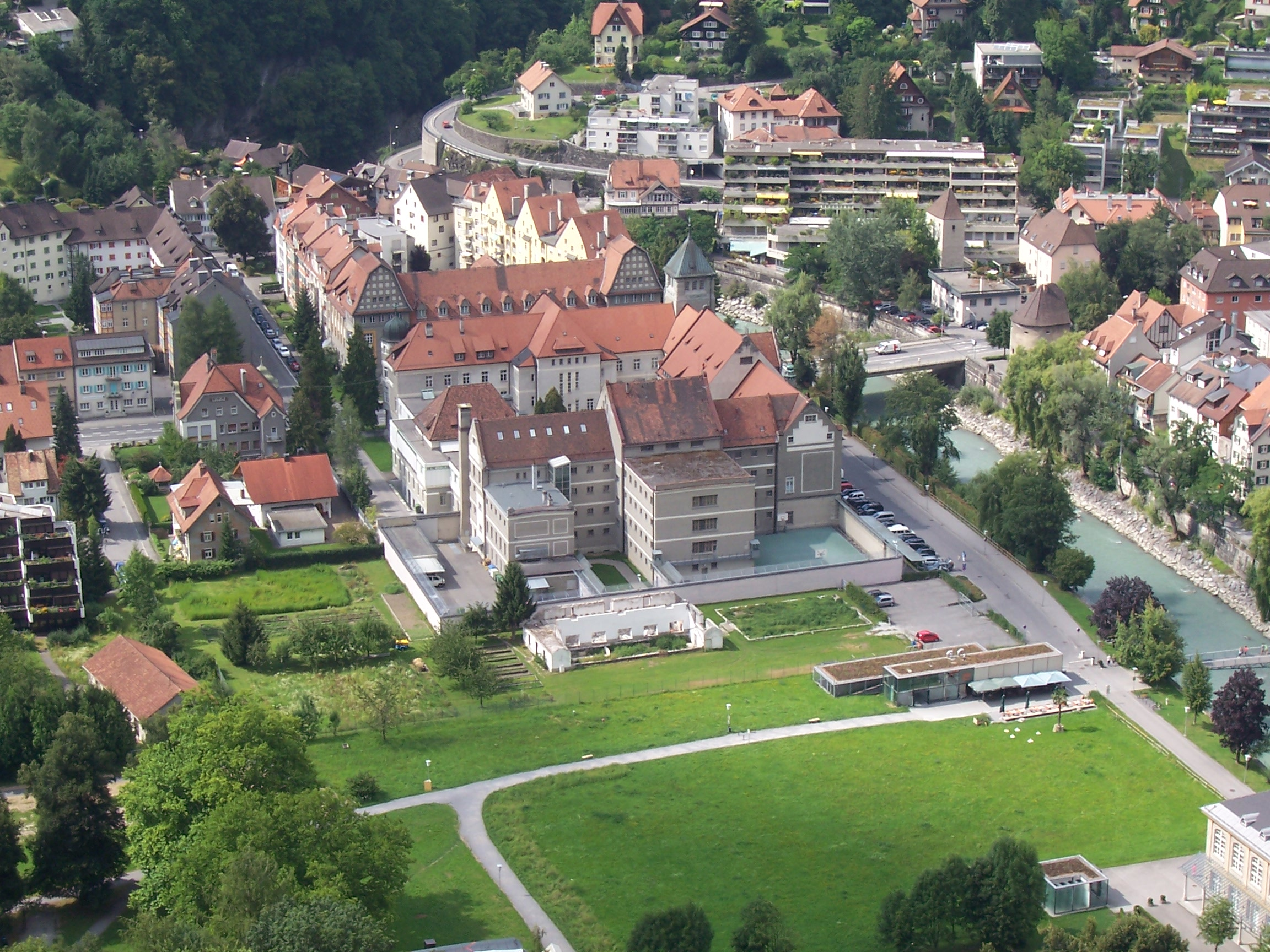
Justizanstalt mit Steuer- und Zollkoordination im Hintergrund

Das Landesgericht Feldkirch ist das einzige Landesgericht in Vorarlberg; damit ist Vorarlberg das einzige österreichische Bundesland, dessen Landeshauptstadt kein Landesgericht beherbergt. Das rührt daher, dass das Gericht in Feldkirch gebaut worden war, bevor Vorarlberg ein eigenständiges Bundesland und Bregenz seine Hauptstadt wurde. Das Landesgericht Feldkirch ist das Berufungsgericht für die Bezirksgerichte in Bezau, Bludenz, Bregenz, Dornbirn und Feldkirch. Berufungsinstanz für Entscheidungen des Landesgerichts Feldkirch ist das Oberlandesgericht Innsbruck.
Das Gebäude des Landesgerichts wurde von 1903 bis 1905 vom Jugendstilarchitekten Ernst Dittrich erbaut, der als Ministerialbeamter eigens dazu aus Wien kam. Neben dem allgemein hohen Niveau dieser Architektur ist der Schwurgerichtssaal von besonderer Qualität.

### Steuer- und Zollkoordination für Vorarlberg

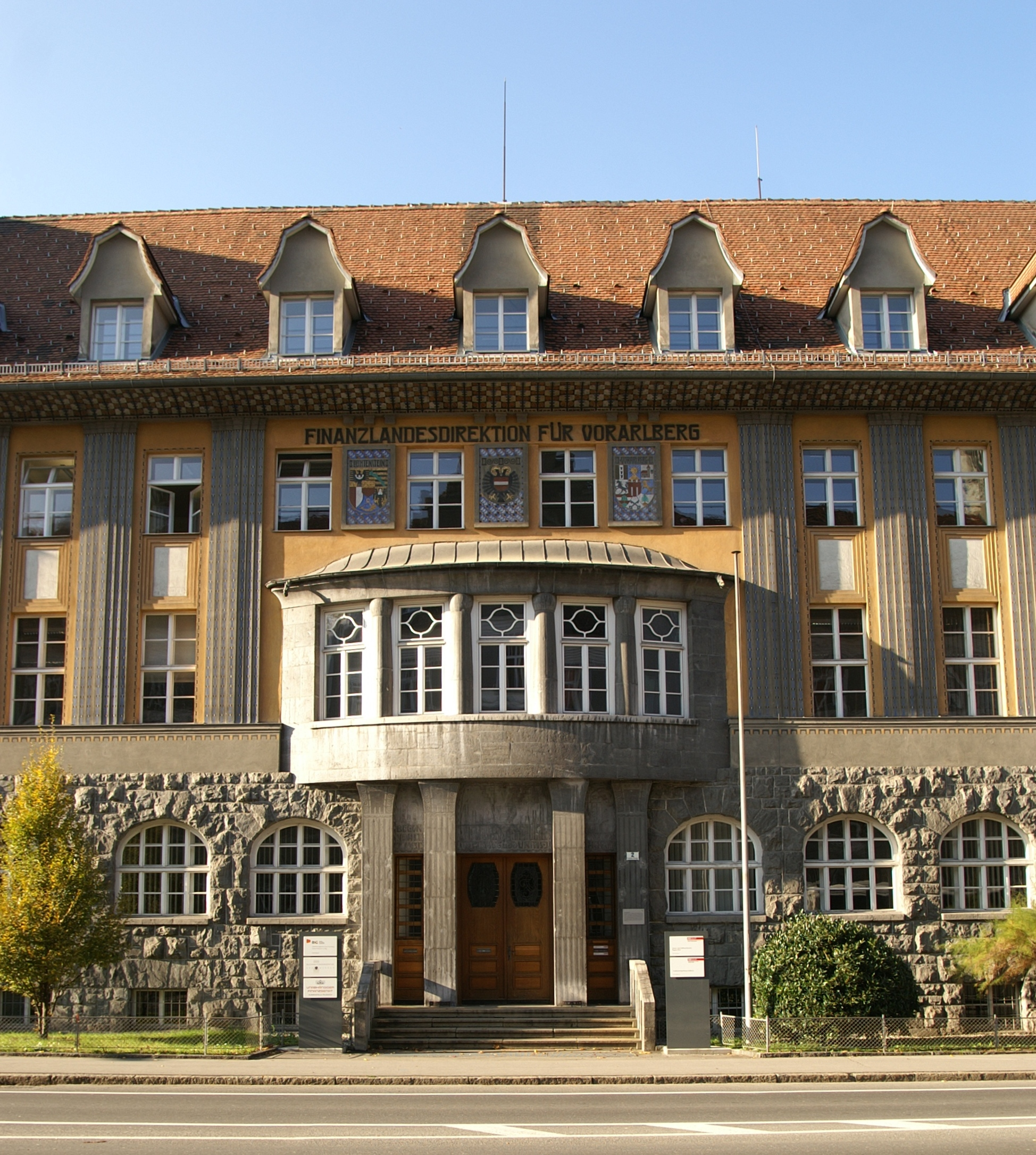
Die Steuer- und Zollkoordination für Vorarlberg

Die Steuer- und Zollkoordination ist eine Finanzbehörde des Bundes mit Sitz in Feldkirch. Ihr Zuständigkeitsbereich erstreckt sich auf das gesamte Landesgebiet. Das Gebäude befindet sich gegenüber dem Landesgericht und wurde vom selben Architekten geplant. Schien Ernst Dittrich zu Beginn seiner Bautätigkeit noch stärker vom Wiener Jugendstil beeinflusst, so ist die Steuer- und Zollkoordination eher dem Darmstädter Jugendstil verpflichtet. Eine besondere Beziehung zu Joseph Maria Olbrich ist durchaus gegeben, da beide aus Wien stammen. Mit dem Landesgericht und der Steuer- und Zollkoordination konnte Ernst Dittrich eine einmalige Brückenkopfsituation planen.

### Stella Vorarlberg Privathochschule für Musik (ehem. Vorarlberger Landeskonservatorium)

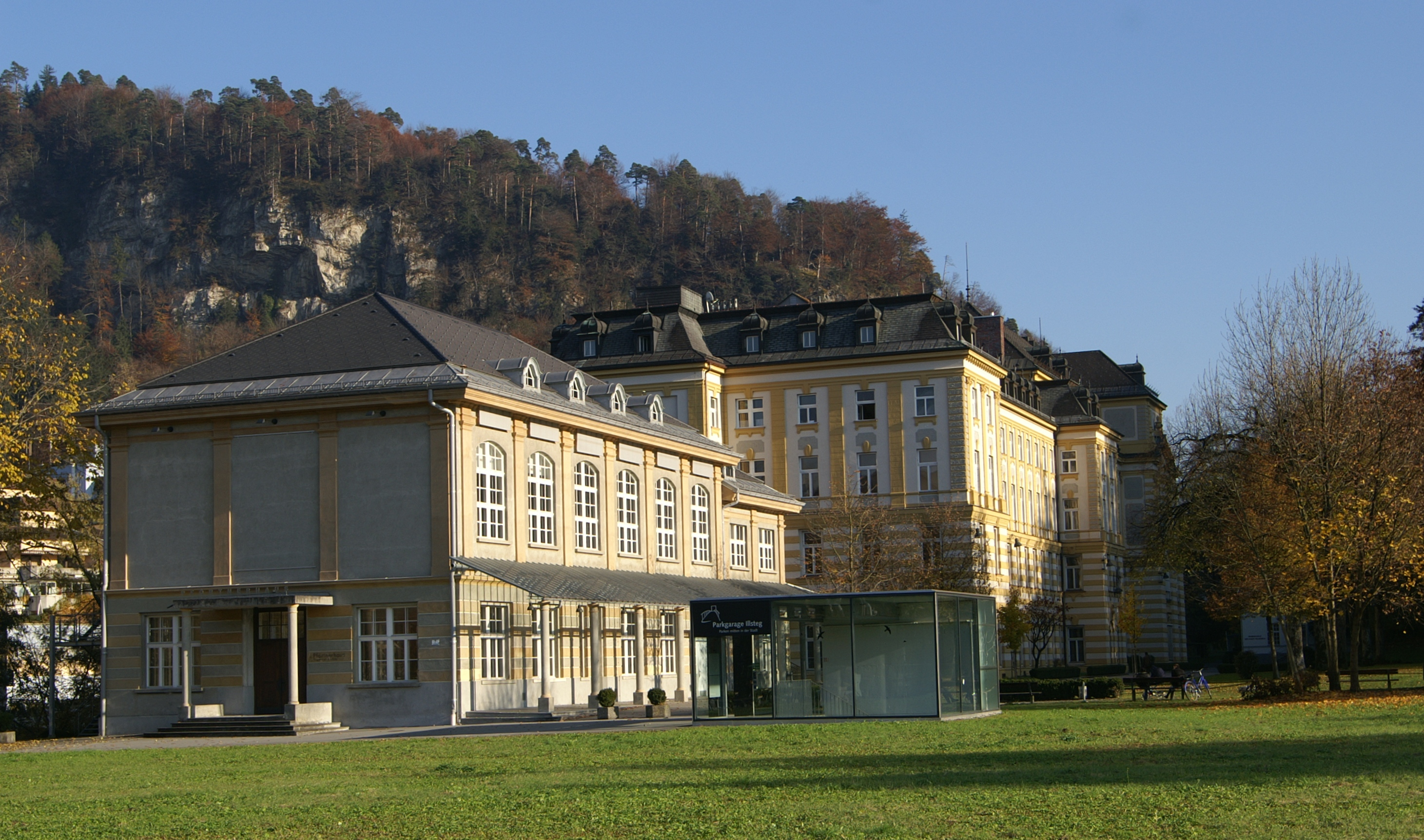
Landeskonservatorium mit Pförtnerhaus

Das Landeskonservatorium befindet sich im sogenannten Jubiläumsbau auf der linken Illseite. Zunächst war es Sitz des Privatgymnasiums der Jesuiten Stella Matutina. Das imposante Gebäude wurde 1900/01 vom Orden errichtet, der bereits 1649 nach Feldkirch gekommen war. 1938 wurde das Gymnasium vom NS-Regime geschlossen und als Reichsfinanzschule – später als Lazarett – verwendet. Das Kolleg wurde 1946 wieder eröffnet und bestand bis 1979. Seit 1977 beherbergt das Gebäude das Vorarlberger Landeskonservatorium. Im Jahr 2022 wurde das Landeskonservatorium zur Stella Vorarlberg Privathochschule für Musik akkreditiert. Zum Gründungsrektor wurde Jörg Maria Ortwein berufen.

### Schulen
- Bundesgymnasium und Bundesrealgymnasium Feldkirch (BGF; gegründet 1649)
- Bundeshandelsakademie und Bundeshandelsschule Feldkirch
- Bundesoberstufenrealgymnasium und Bundesrealgymnasium Schillerstraße (GYS)
- Bildungsanstalt für Kindergartenpädagogik, Institut St. Josef
- Höhere Lehranstalt und Fachschule für wirtschaftliche Berufe, Institut St. Josef
- Musikschule der Stadt Feldkirch
- Vorarlberger Landeskonservatorium
- Pädagogische Hochschule Vorarlberg (gegründet 2007)
- Praxisschule der Pädagogischen Hochschule Vorarlberg
- Schule für Gesundheits- und Krankenpflege
- Neue Mittelschule, Institut St. Josef
- Neue Mittelschule Gisingen-Oberau
- Neue Mittelschule Levis
- Pädagogisches Förderzentrum Feldkirch
- Polytechnische Schule Feldkirch
- Landesberufsschule Feldkirch
- Sicherheitsakademie – Bildungszentrum der Sicherheitsexekutive Feldkirch
- Volksschule Nofels, Levis, Tisis, Tosters, Altenstadt, Gisingen, Feldkirch (Stadt)

### Diözese Feldkirch
Das Gebiet der späteren Stadt Feldkirch gehörte seit dem frühen Mittelalter zusammen mit dem Süden des heutigen Vorarlberg zum Bistum Chur, der Norden Vorarlbergs zum Bistum Konstanz und der Nordosten zum Bistum Augsburg. Unter Kaiser Joseph II. (1780–1790) wurde in Wien erfolglos der Einfluss dieser Diözesen auszuschalten versucht. Im Jahre 1816 mussten das Bistum Chur und 1819 das Bistum Konstanz ihre Anteile in Vorarlberg an das Bistum Brixen im heutigen Südtirol abtreten. In der Stadt Feldkirch wurde ein Generalvikariat errichtet, die Generalvikare waren auch Weihbischöfe.
Als 1968 Vorarlberg von der Diözese Innsbruck abgetrennt wurde, entstand die Diözese Feldkirch, Feldkirch wurde zur Diözesanstadt und zum Bischofssitz. Die gotische Stadtpfarrkirche hl. Nikolaus wurde zur Kathedrale erhoben und heißt jetzt Dompfarrkirche Feldkirch.

## Kultur und Sehenswürdigkeiten

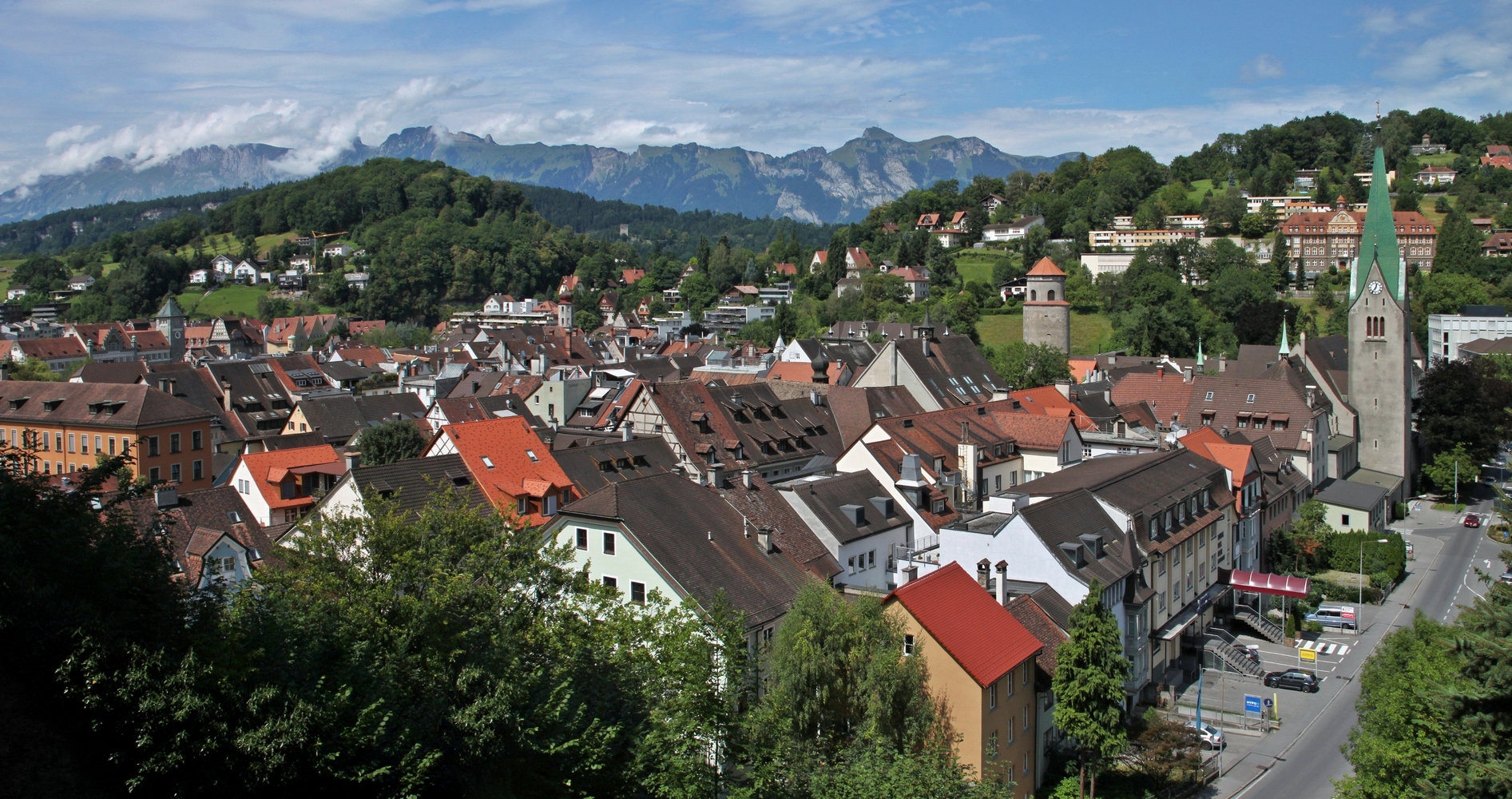
Blick von der Schattenburg über die historische Altstadt

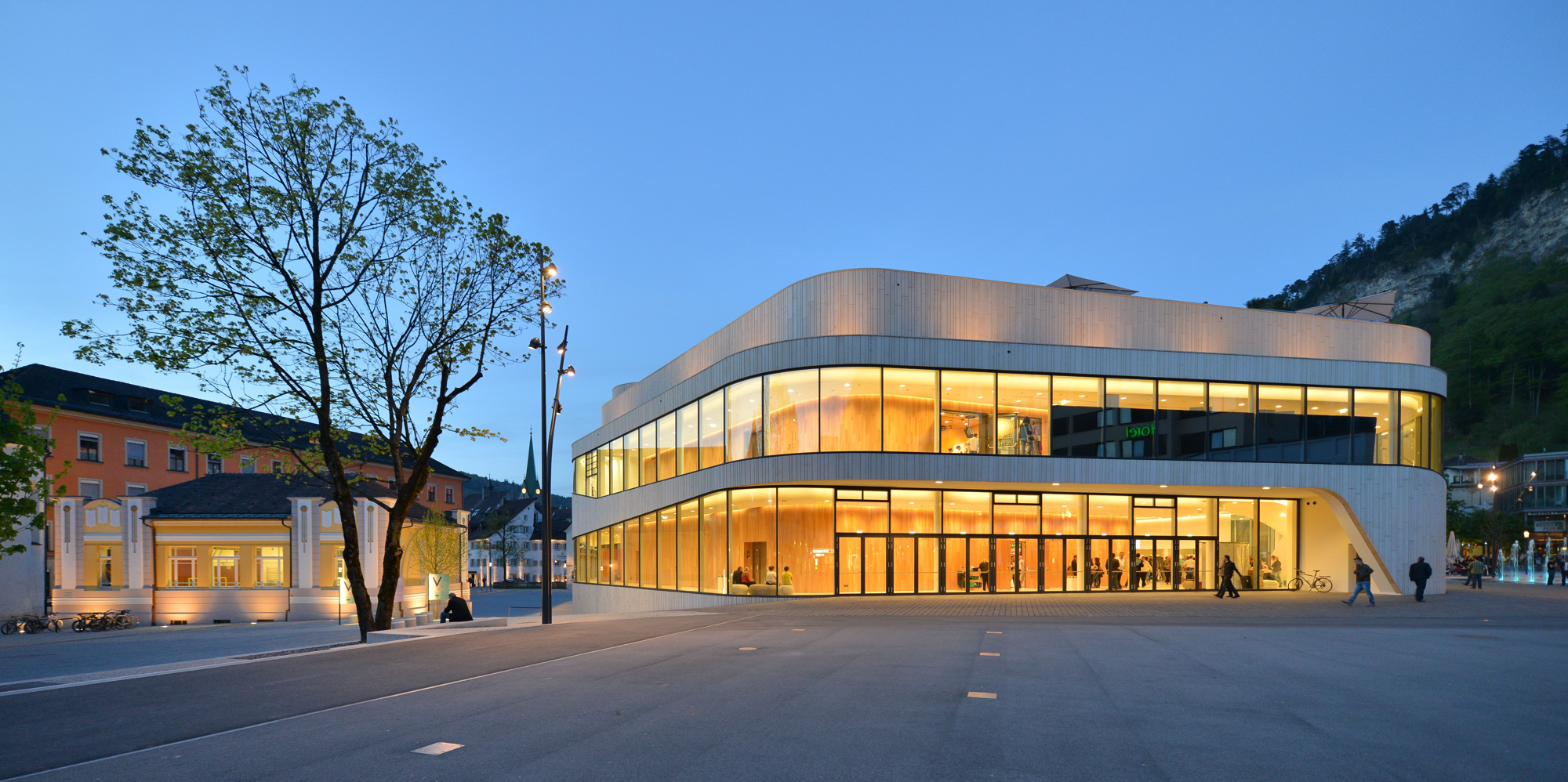
Das Kultur- und Kongresszentrum Montforthaus wurde 2015 eröffnet

### Baulichkeiten

#### Feldkirch-Innenstadt
Feldkirch hat eines der am besten erhaltenen mittelalterlichen Stadtbilder von Vorarlberg. Die Stadt wurde um 1200 gleichzeitig mit der Schattenburg errichtet und weist ein geometrisches Rastersystem auf. Seit um 1500 die Stadtmauer neu errichtet wurde, blieb die Stadt über die Jahrhunderte unverändert.
Das Ensemble Feldkirch wird seit 2015 in der Österreichischen Kulturgüterliste (nach der Haager Konvention geschützte Kulturgüter) geführt.
Das Montforthaus wurde Anfang 2015 neu eröffnet. Es dient als Kultur- und Kongresszentrum. Ursprünglich wurde an dieser Stelle 1926 eine Markt- und Festhalle eröffnet. 1973 brannte diese Volkshalle ab, ein Neubau wurde beschlossen. Zwei Jahre später wurde das neue Gebäude mit dem Namen „Stadthalle“ eröffnet. 1990 erhielt es den neuen Namen Montforthaus.

#### Stadtbefestigung

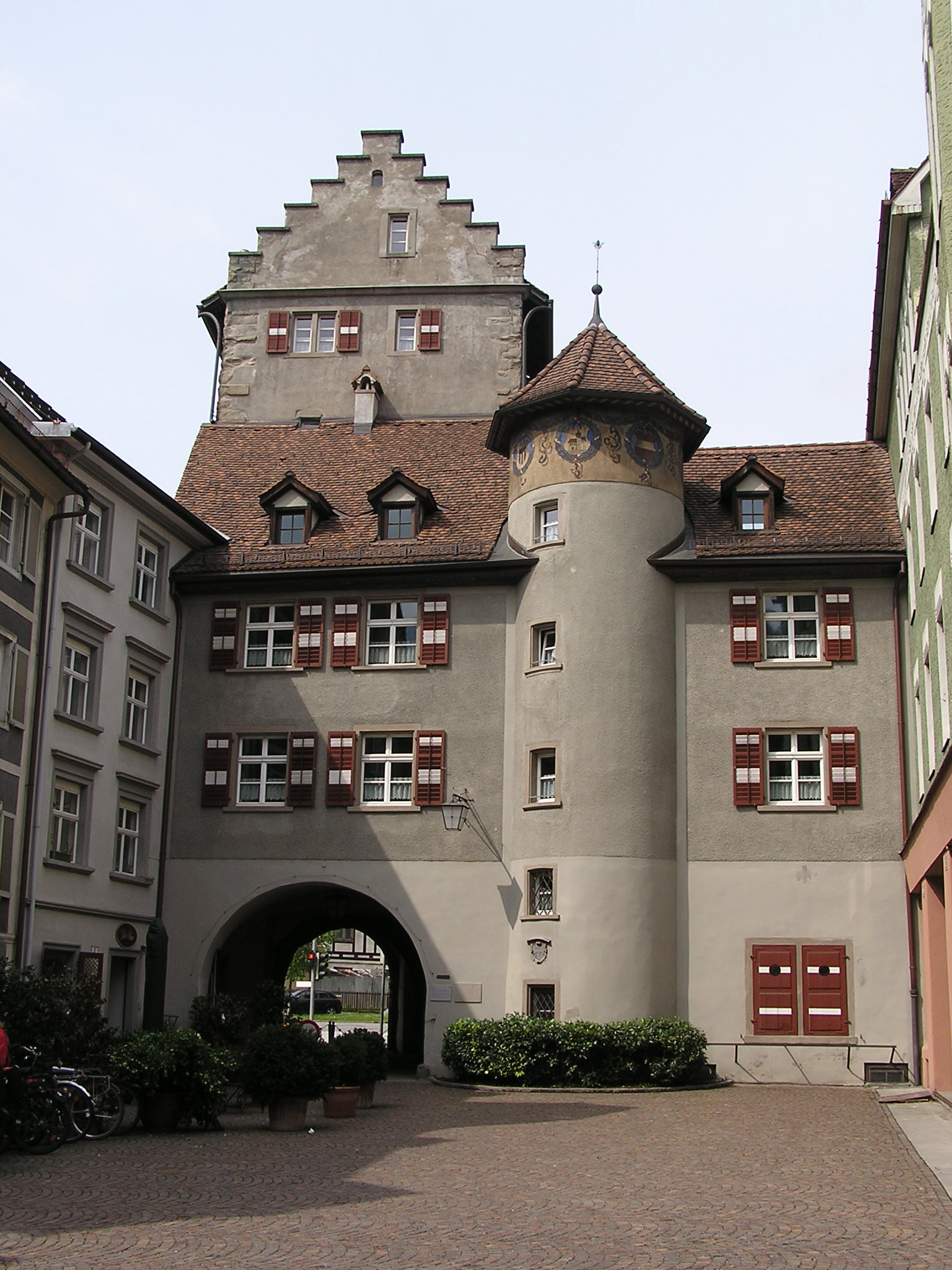
Churer Tor

Die Straßenzüge des Schlossgrabens, Hirschgrabens und St. Leonhardsplatzes kennzeichnen den ehemaligen Verlauf der im 13. Jahrhundert zunächst den Bereich der Neustadt umschließenden Stadtmauer. Die Mauer wurde um 1500 weitgehend neu errichtet, seit 1826 vielerorts abgetragen.
Solange Feldkirch von einer Stadtmauer und einem Stadtgraben umgeben war, konnte man nur durch eines der vier Tore in die Stadt gelangen. Diese Stadttore hießen Bregenzer- oder Nikolaustor, Bludenzer- oder Schultor, Mühle- oder Sautor und Churer- oder Salztor. Die beiden letztgenannten Tore stehen heute noch, die anderen beiden wurden Anfang des 19. Jahrhunderts zusammen mit der Stadtmauer abgetragen.
- Das Churer Tor wurde als Teil der alten Stadtmauer 1491 erbaut und liegt am Ausgang der Montfortgasse zum Hirschgraben. Der Name leitet sich von der hier beginnenden Churerstraße ab. Weil neben diesem Tor bis um das Jahr 1900 der Salzstadel stand, in dem damals Salz gelagert wurde, wird es auch „Salztor“ genannt. Das Gebäude trägt an der Wand einen Wappenstein mit Feldkircher Wappen in Rollwerkkartusche (1591).
- Der achtgeschoßige, runde Katzenturm (auch „Dicker Turm“ genannt) steht am Hirschgraben. Er wurde im Zuge der Stadtbefestigung gegen die Schweizer unter der Regierung des römisch-deutschen Königs und späteren Kaisers Maximilian I. von 1491 bis 1507 erbaut. Im 17. Jahrhundert wurde der Aufsatz zum Aufhängen der Katzenturmglocke, welche die größte und schwerste Glocke in Vorarlberg ist, umgebaut. Der mächtige, ursprünglich sechsgeschoßige Rundturm wurde mit einem Marienbild versehen, das im 19. Jahrhundert von Florus Scheel restauriert wurde. Der Name stammt von Katzen (Waffen), die in dem Wehrturm untergebracht waren,[28][29] bzw. von den aus Katzen- und Löwenköpfen bestehenden Visiereinrichtungen der einst auf dem Turm stationierten Kanonen.[30]
- Pulverturm: Der Turm von 1460 steht an der Südecke der Stadtmauer, nahe dem Mühletor
- Wasserturm: Dieser befindet sich im westlichen Eck der Stadt, genauso wie der
- Diebsturm

#### Burgen und Paläste

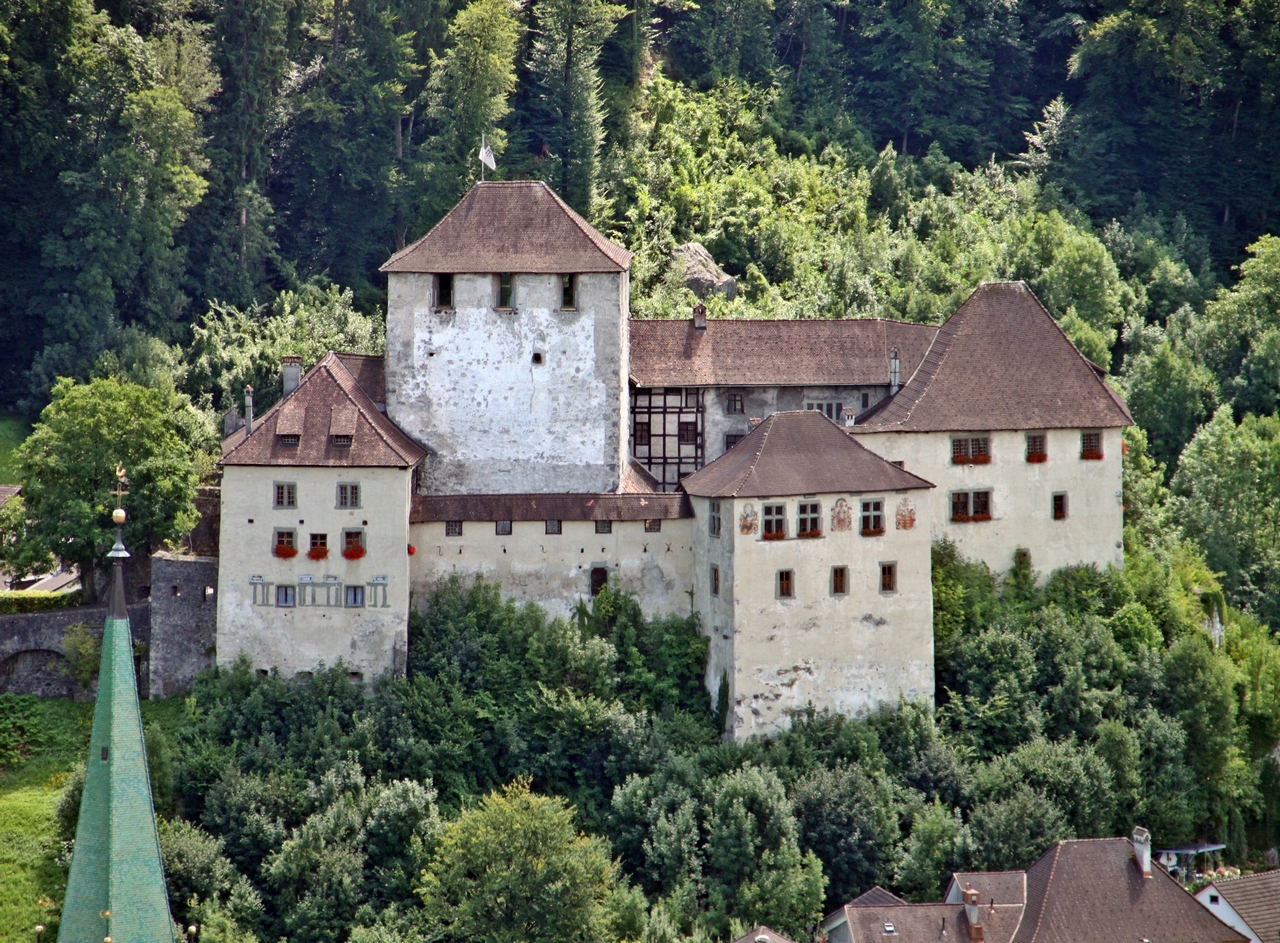
Schattenburg

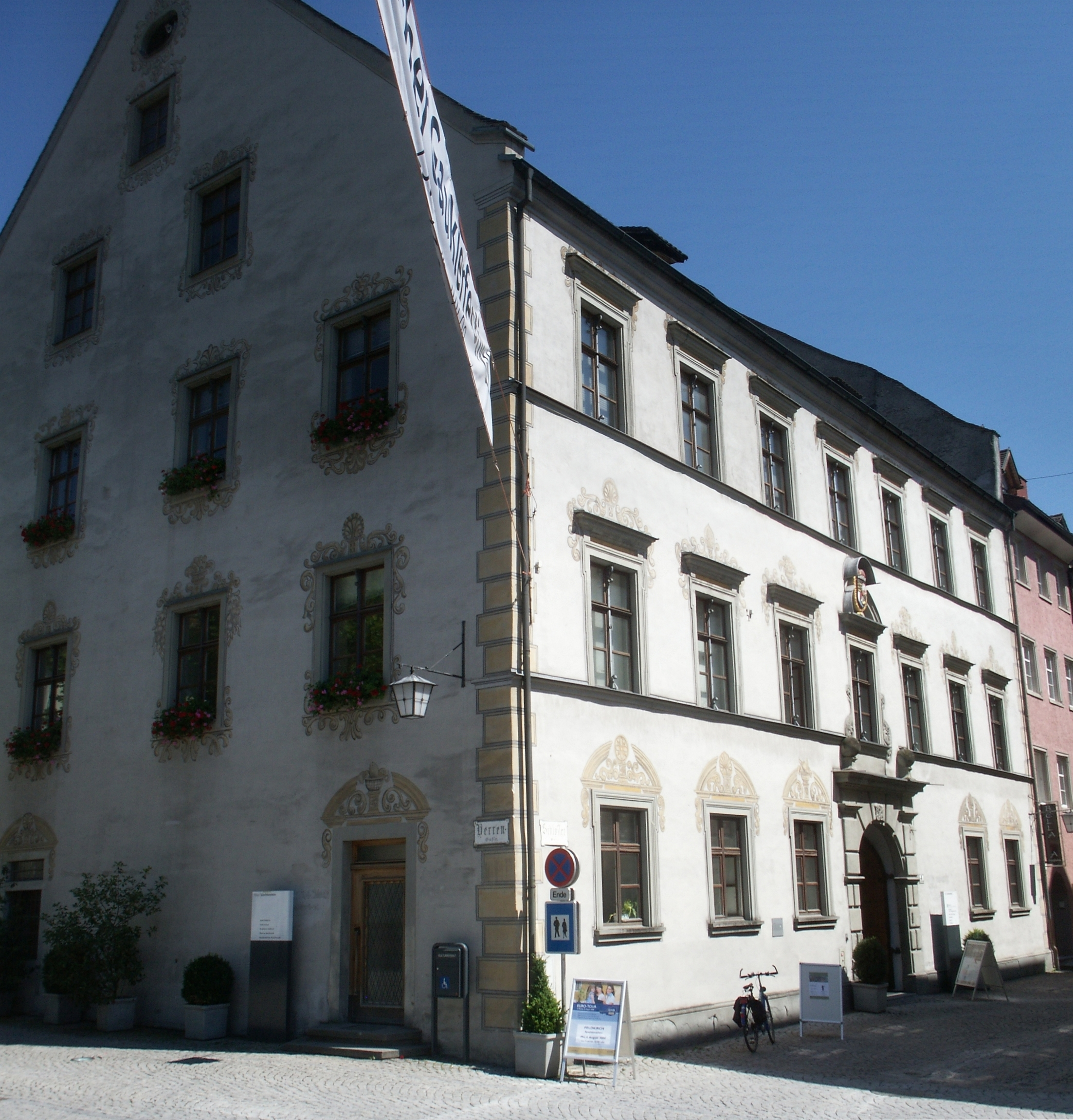
Palais Liechtenstein

- Schattenburg: Die Schattenburg war Stammsitz der Grafen von Montfort bis 1390. Die erste Bauphase begann um 1230 unter Hugo I. von Montfort, dem Gründer der Stadt. Unter Graf Friedrich von Toggenburg (1416–1436) und unter dem Vogt Hans von Königsegg wurden im 15. Jahrhundert Ausbauten und Umgestaltungen der Schattenburg durchgeführt. Nach dem Auszug des Vogteiamtes wurde die Burg mehrfach zur Versteigerung ausgeschrieben, und 1813 sollte sie sogar abgebrochen werden. Seit 1825 ist die Schattenburg im Besitz der Stadt Feldkirch, die diese damals für 833 Gulden erwarb. Die Schattenburg diente nun als Kaserne und später als Armenquartier. Die Rettung und Wiederbelebung verdankt die Burg dem 1912 gegründeten Museums- und Heimatschutz-Verein für Feldkirch und Umgebung. In den ebenerdig gelegenen Räumen beherbergt die Burg eine Schlosswirtschaft, in den Obergeschoßen wird ein Heimatmuseum betrieben, das jährlich etwa 25.000 Gäste anlockt.
- Ruine Tosters
- Palais Liechtenstein: In der heutigen Form wurde das Haus in der Schlossergasse Nr. 8 nach dem Stadtbrand von 1697 als Amtshaus für den Fürsten Johann Adam Andreas von Liechtenstein im barocken Stil erbaut. Für einige Zeit war das Haus im Besitz von Christian Getzner (1782–1848).[31] 1848 gelangte es in den Besitz der Familie Tschavoll, von deren Erben es die Stadt 1967 erwarb. Heute wird das Gebäude als Stadtarchiv und Bibliothek genutzt.

#### Kirchen, Klöster, Kapellen und andere Gebetsstätten

Dom St. Nikolaus

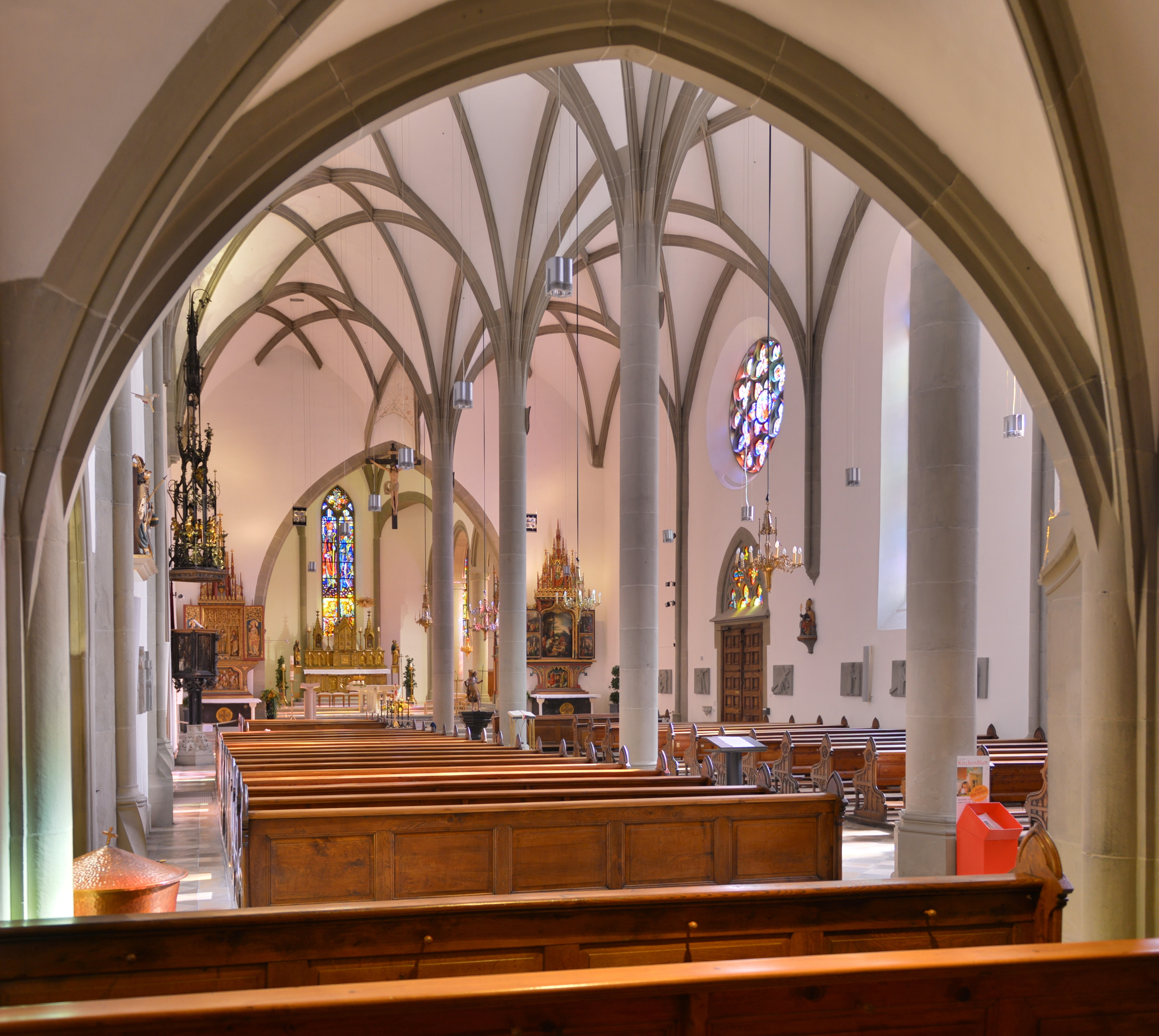
Dompfarrkirche St. Nikolaus

- Die Dompfarrkirche St. Nikolaus wurde erstmals 1287 erwähnt. Der ursprünglich romanische Bau wurde durch Stadtbrände (1348, 1398, 1460) schwer beschädigt. Der spätgotische Neubau wurde 1478 abgeschlossen. Die Domkirche ist die bedeutendste gotische Kirche Vorarlbergs. Ihre Bedeutung lässt sich vor allem am Innenraum erkennen. Zu sehen ist unter anderen Kunstwerken auch eine schmiedeeiserne gotische Kanzel, welche aus einem ursprünglichen Sakramentshäuschen entstanden ist.
- Die Frauenkirche (eig. Kirche Mariä Verkündigung und Hll. Sebastian und Antonius) liegt südöstlich des Churer Tores. Ursprünglich stammt sie von 1473, wurde aber 1672 bis 1678 weitgehend neu gestaltet; seit 1990 serbisch-orthodoxe Gemeindekirche und mit Ikonostase ausgestattet
- Johanniterkirche: Die Kirche Hl. Johannes der Täufer in der Marktgasse wurde 1218 unter Hugo Graf Montfort als Ordenskirche der Johanniter erbaut. Ab 1665 gehörte sie dem Kloster Ottobeuren. Nach der Säkularisation diente sie von 1809 bis 1969 als Kirche des Gymnasiums. Auf der Giebelseite schlägt eine Ritterfigur, der „Bläsi“, stündlich auf eine Glocke, um die Zeit anzuzeigen.
- Die 1551 erbaute Friedhofskirche Hl. Peter und Paul liegt inmitten des 1549 angelegten Friedhofs im Norden der Stadt. Hier befindet sich auch ein Wappengrabstein von Franz Ferdinand Ramschwag (1716).
- Das Kapuzinerkloster Feldkirch wurde 1602 gegründet. 1605 wurde der Klosterbau im Nordosten der Stadt außerhalb der ehemaligen Stadtmauern vollendet und die Kirche Mariä Opferung geweiht. Besonders verehrt wird hier der Stadtpatron St. Fidelis von Sigmaringen, der 1621 hier Klostervorsteher war und dessen Haupt im Kloster aufbewahrt wird.
- Heilig Kreuz-Kapelle im Ortsteil „im Kehr“
- St. Margaretha-Kapelle am Margarethenkapf
- Das Institut St. Josef ist ein Kloster der Kreuzschwestern und eine Schule.
- Alte Evangelische Pfarrkirche (H. B.) in der Nähe des Bahnhofs
- Die reformierte Pauluskirche (H. B.) in der auch die rumänisch-orthodoxe Pfarrgemeinde und die Altkatholiken Gottesdienste feiern.
- Im Letzehof (südwestlich der Innenstadt) ist seit 1982 ein buddhistisches Kloster.
- Es gibt mehrere freikirchliche, evangelikale und neuapostolische Gemeinschaften mit eigenen Gottesdiensträumlichkeiten in Feldkirch.
- Die rumänisch-orthodoxe Pfarrgemeinde feiert in der evangelischen Pauluskirche ihre Gottesdienste.

In Levis:
- Pfarrkirche Hl. Magdalena
- Pfarrvikariatskirche Maria Königin des Friedens und Friedhof
- In Levis existiert eine ursprünglich in Tisis niedergelassene Moschee der Islamischen Föderation (Millî Görüş).

In Altenstadt:
- Die Stadtpfarrkirche der Heiligen Pankratius und Zeno wurde vor 1425 erbaut, erhielt 1825/26 einen Turm und wurde 1884/86 vergrößert.
- Das Dominikanerinnenkloster wird seit 1551 von Schwestern des Dominikanerinnenordens bewohnt und unterhalten. Der heutige Klosterbau stammt ursprünglich aus dem Jahre 1634, wurde aber später erweitert. Die Dominikanerinnenkirche Maria Verkündigung von 1695 ersetzte einen früheren Kirchenbau von 1640/42.
- Petronillakapelle

In Gisingen:
- Die Stadtpfarrkirche Hl. Sebastian wurde 1864–1865 an Stelle einer 1634 erbauten Pestkapelle erbaut und 1922 auf Grund starker Zunahme der Bevölkerung vergrößert.
- In der Hämmerlesiedlung existiert eine bosniakische Moschee.

In Nofels:
- Die alte Pfarrkirche Unsere Liebe Frau Mariä Heimsuchung wurde 1726–1728 erbaut, 1865 wurde der Turm erhöht. 1958–1962 wurde der Kirche ein Neubau zur Seite gestellt.
- Kapelle hll. Sebastian und Fridolin in Bangs.
- Kapelle hll. Martin und Magnus in Oberfresch.
- In Nofels existiert eine kleine Moschee.

In Tisis:
- Alte Pfarrkirche hl. Michael
- Pfarrkirche Hl. Familie
- St. Antionius Kapelle

In Tosters:
- Pfarrkirche hll. Cornelius und Cyprian
- Pfarrkirche St. Corneli
- Kapelle hl. Wolfgang

#### Villen und andere Wohngebäude

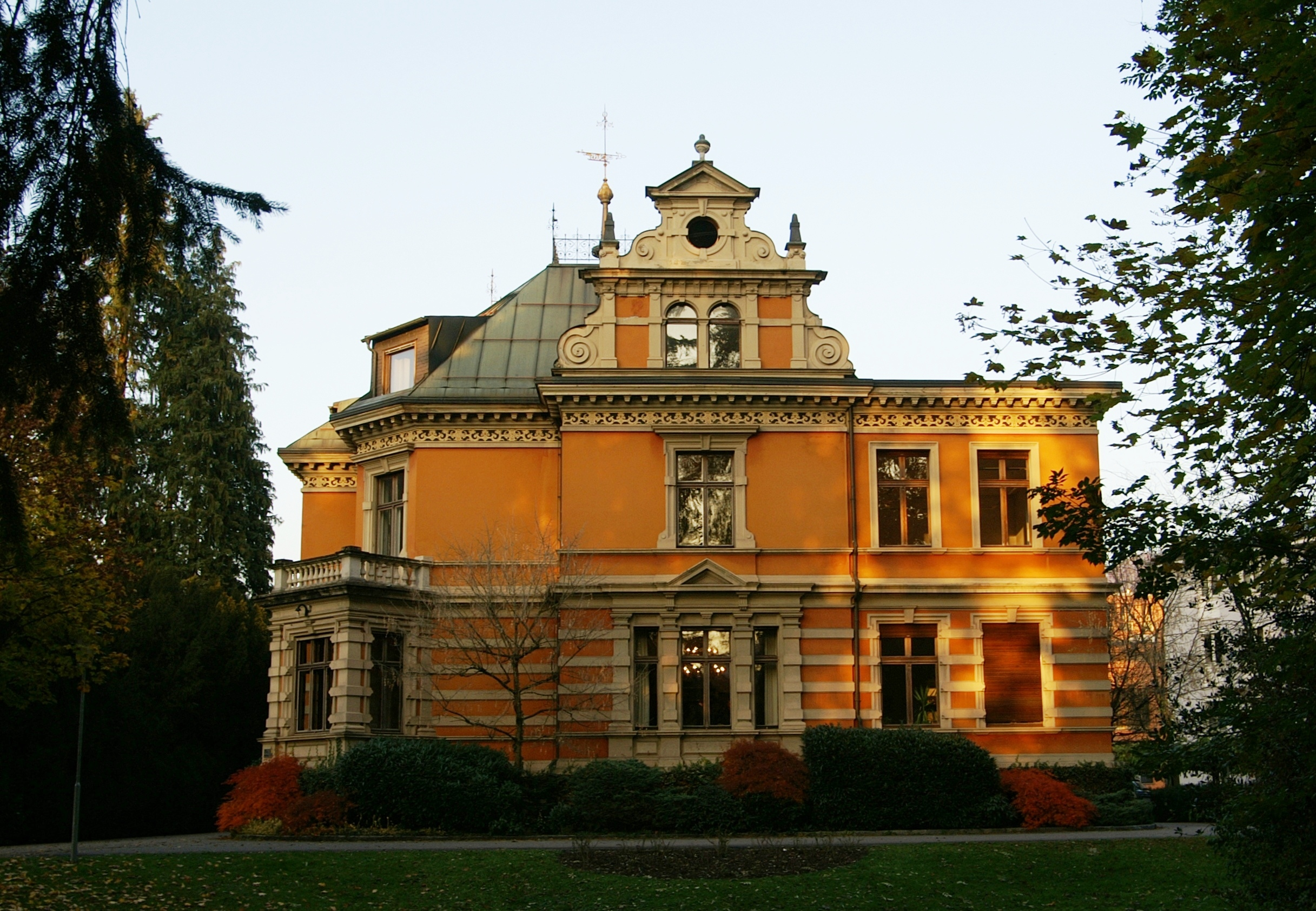
Villa Claudia

Das Feldkircher Bürgertum baute im 19. Jahrhundert etliche repräsentative Wohngebäude, von denen sich heute die meisten noch in Privatbesitz befinden. Die Villen wurden meist an der Reichsstraße errichtet und hier vor allem im Bereich zwischen der Bärenkreuzung und Bahnhof.
- Villa Getzner: Die Villa aus Sandstein, mit Remise und Gesindehaus wurde 1882 nach den Plänen des Schweizer Architekten Hilarius Knobel errichtet. Das Gebäude steht unter Denkmalschutz.
- Villa Feldegg: Diese Villa wurde 1861 erbaut, der Architekt ist unbekannt. Sie zeichnet sich aus durch einen überhöhten Mittelrisalit mit fünf Fensterachsen und einen Balkon mit drei Arkaden. Sie ist ein seltenes Beispiel dafür, dass die weitgehend anonyme Baukultur des Biedermeier trotz ihres historisierenden Beiwerks die Qualität der frühen Jugendstilbauten erreicht.
- Villa Claudia: Das rote Jugendstilgebäude mit Zwiebeltürmchen befindet sich heute in öffentlichem Besitz und beherbergt das Standesamt Feldkirch. Es ist auch regelmäßig Schauplatz von Ausstellungen.
- Wohnanlage der Stadtgemeinde Feldkirch (1925–1926): Nach der Zerstörung der Turmhelme der Stadthalle ist diese flächig rhythmische Giebelfront der Wohnanlage (Graf Hugo Wehrgang 1–5) das letzte Zeichen des städtebaulichen Wirkens Lois Welzenbachers.

### Kulturleben und Veranstaltungen
Seit 1984 wird der Kulturpreis der Stadt Feldkirch vergeben.

#### Theater am Saumarkt
Der Saumarkt versteht sich als wichtiger regionaler Kulturvermittler, der immer wieder aktuelle kulturelle Strömungen aufgreift, sie vor Ort präsentiert und zur Diskussion stellt. Daneben werden regelmäßig in Kooperation mit den Kulturschaffenden im Land Premieren und Eigenproduktionen angeboten.

#### Poolbar-Festival
Im Rahmen des Poolbar-Festivals werden in den Monaten Juli und August sechs Wochen lang Konzerte und diverse Veranstaltungen angeboten. Es findet im ehemaligen Hallenbad der Stella Matutina im Reichenfeldpark statt.

#### Wochenmarkt

Der Wochenmarkt in der Marktgasse

Zwei Mal pro Woche findet ein Wochenmarkt in der Marktgasse statt. Es werden lokale Erzeugnisse und Spezialitäten wie Bregenzerwälder Käse angeboten.

#### Blosengelmarkt

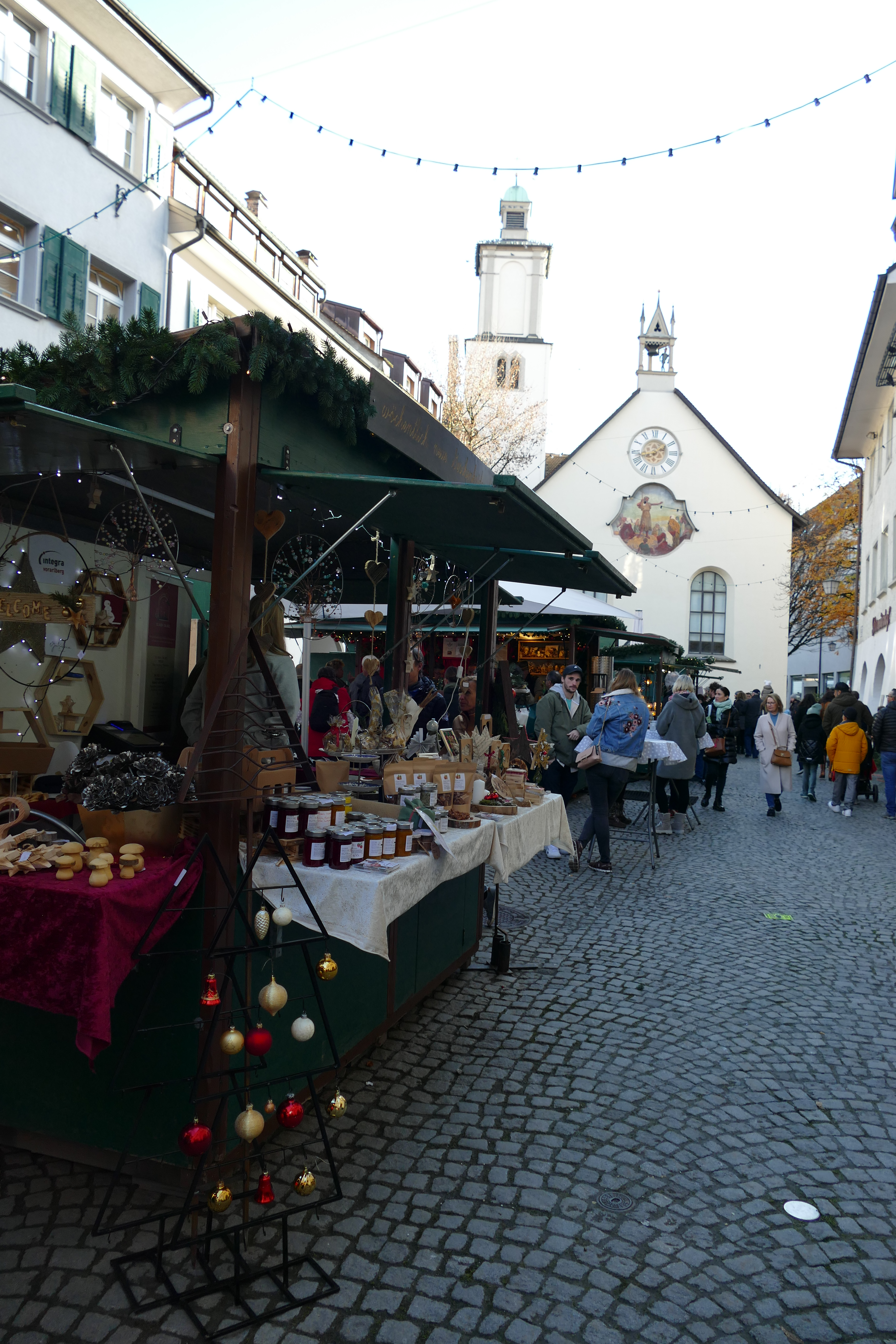
Blosengelmarkt 2022

Jährlich mit Beginn des Advents startet im Zentrum dieser Markt, welcher untertags ein normaler Weihnachtsmarkt ist, und abends zum Verweilen bei Glühwein einlädt.

#### Gauklerfestival
Straßenkünstler aus zehn Nationen treten in der Altstadt zwei Tage lang als Clowns, Jongleure, Pantomimen und Komödianten auf.

#### Vinobile Feldkirch
Bei der Weinmesse Vinobile präsentieren sich über 100 Winzer aus allen Weinbauregionen Österreichs.

#### Feldkircher Weinfest
Im Juli findet das weit über die Landesgrenzen hinaus bekannte Feldkircher Weinfest in der Marktgasse statt. Die Veranstaltung wurde 1967 eingeführt und hieß anfangs noch Wachauer Weinfest. Die Gastronomiebetriebe präsentieren hier ein Wochenende lang diverse Weinspezialitäten.

#### Lichtstadt Feldkirch
Lichtstadt Feldkirch, das Festival für Lichtkunst, feierte im Oktober 2018 Premiere und findet alle zwei Jahre statt. Nach einer coronabedingten Pause im Jahr 2020 fand das zweite Lichtkunstfestival im Oktober 2021 statt. Nationale und internationale Künstlerinnen und Künstler bespielten Feldkirch in vielen Formen und Facetten. Die historische Altstadt bildete die Kulisse und den Rahmen für die Festivalabende.

#### Potentiale Feldkirch
Die Potentiale Feldkirch ist ein Kulturfestival zur Stadtraumgestaltung, auf der rund hundert Aussteller ihre Produkte und Ideen präsentieren. Die Potentiale Messe & Festival steht für die enge Beziehung von Produkt und Gestalter, für nachvollziehbare Produktionsketten und für bewusst gewählte Materialien und Waren, die in einem fairen Prozess entstanden sind. Die Potentiale findet jährlich im November statt, musste aber 2020 und 2021 aufgrund der Coronapandemie abgesagt werden.

### James Joyce und Feldkirch
Seit dem Bloomsday 1994 ist in der Bahnhofshalle von Feldkirch ein James-Joyce-Zitat zu lesen, das die besondere Verbindung des irischen Schriftstellers mit Feldkirch betont. Dank einflussreicher Freunde konnte James Joyce, der 1915 weltkriegsbedingt als „feindlicher Ausländer“ betrachtet wurde, mit seiner Lebensgefährtin Nora Barnacle und den beiden gemeinsamen Kindern aus Österreich ausreisen, während sein Bruder Stanislaus Joyce noch in Triest als „feindlicher Ausländer“ verhaftet wurde und auf Weltkriegsdauer inhaftiert blieb. Bei der Grenzkontrolle in Feldkirch wurde auch Joyce um ein Haar verhaftet, weshalb sich nach seinen Worten am Bahnhof von Feldkirch das Schicksal seines Romanes Ulysses entschieden hat. Im Sommer 1932 führte die Freundschaft mit dem Verleger-Ehepaar Maria und Eugene Jolas Joyce erneut in die Montfortstadt, wo er drei Wochen lang im Hotel Löwen logiert und an Finnegans Wake gearbeitet hat.
Der breiten Öffentlichkeit war Feldkirchs doppelte Verbindung mit Leben und Werk von James Joyce lange unbekannt. Auf Anregung des Literaturwissenschafters Andreas Weigel, der den Vorarlberger Finanz- und Kulturlandesrat Guntram Lins 1992 auf diese literarhistorische Sonderstellung der Montfortstadt hingewiesen hat, hat der Kulturkreis Feldkirch 1994 in der Bahnhofshalle und beim Hotel Löwen Gedenktafeln montiert sowie mit finanzieller Unterstützung des Landeskulturreferates gemeinsam mit der Zürcher James Joyce Stiftung ein mehrtägiges Joyce-Symposion veranstaltet. Ende 2001 haben die ÖBB die vom Kulturkreis Feldkirch am Bloomsday 1994 über den Fahrkartenschaltern montierte Gedenktafel durch eine besonders anschauliche und auffällige Präsentation des literarhistorischen Joyce-Zitates ersetzt, womit die ÖBB wesentlich zur Popularisierung und Verbreitung des jahrzehntelang verborgenen Sachverhaltes beitragen. Am 16. Juni 2004 hat die Stadt Feldkirch nach zehnjähriger Diskussion anlässlich der Feier des 100. Bloomsdays die Löwen-Passage offiziell in James Joyce Passage umbenannt. Bei dieser Gelegenheit wurde von der Stadt Feldkirch eine Hinweistafel mit biographischen Hintergrundinformationen montiert.

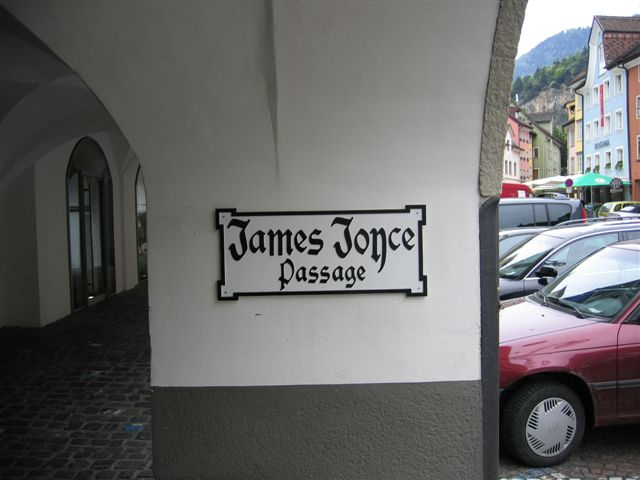
Amtliches Straßenschild: „James Joyce Passage“
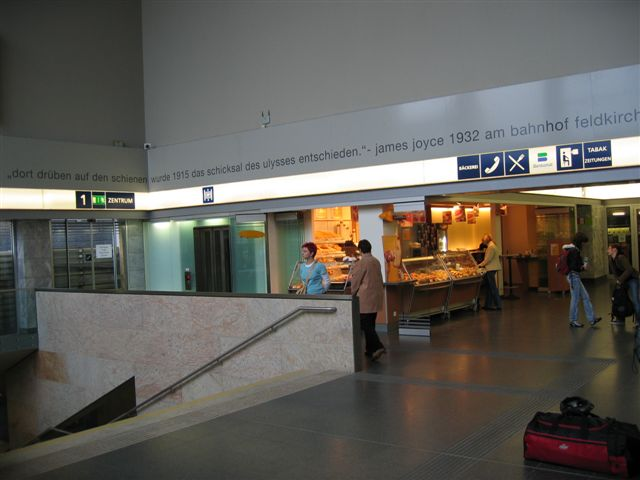
James-Joyce-Zitatleiste in der Feldkircher Bahnhofshalle

### Sport und Freizeit
In Feldkirch liegt die Wiege des österreichischen Fußballs. Im Jahr 1874 brachten englische Studenten der Stella Matutina den Sport erstmals nach Österreich. Außer dem Fußballklub FC Blau-Weiß Feldkirch, der derzeit (Saison 2015/16) in der Landesliga (fünfthöchste Spielklasse in Österreich) im Waldstadion im Stadtteil Gisingen spielt, gibt es in den Stadtteilen Altenstadt, Tisis und Tosters auch noch die Vereine TSV Altenstadt, SC Tisis und FC Tosters 99.
Von überregionaler sportlicher Bedeutung ist der Eishockeyclub und Euroligasieger von 1998 VEU Feldkirch. Der Baseballverein Cardinals Feldkirch spielt in der Baseball-Bundesliga. Das Damen-Team des Handballclubs Blau-Weiss Feldkirch spielt in der höchsten österreichischen Frauen-Handballliga WHA.
Am Ardetzenberg inmitten der Stadt liegt der Wildpark Feldkirch, Vorarlbergs größter zoologischer Garten, der bei freiem Eintritt besucht werden kann und auf ca. 10 Hektar Fläche in unterschiedlichen Gehegen Tiere des Alpenraums beherbergt. Die Stadt Feldkirch unterhält zwei städtische Freibäder: Zum einen das Erlebnis Waldbad an der Ill, zum anderen das auf Frastanzer Gemeindegebiet gelegene, 1903 eröffnete Schwimmbad Felsenau.

## Politik

### Stadtvertretung
In Vorarlberg wählen die Bürger alle fünf Jahre die Mitglieder der Stadtvertretung durch Ankreuzen eines Listen-Wahlvorschlages bzw. durch Mehrheitswahl wenn kein Listenvorschlag vorliegt. Weiters den Bürgermeister durch Ankreuzen eines Wahlvorschlages.

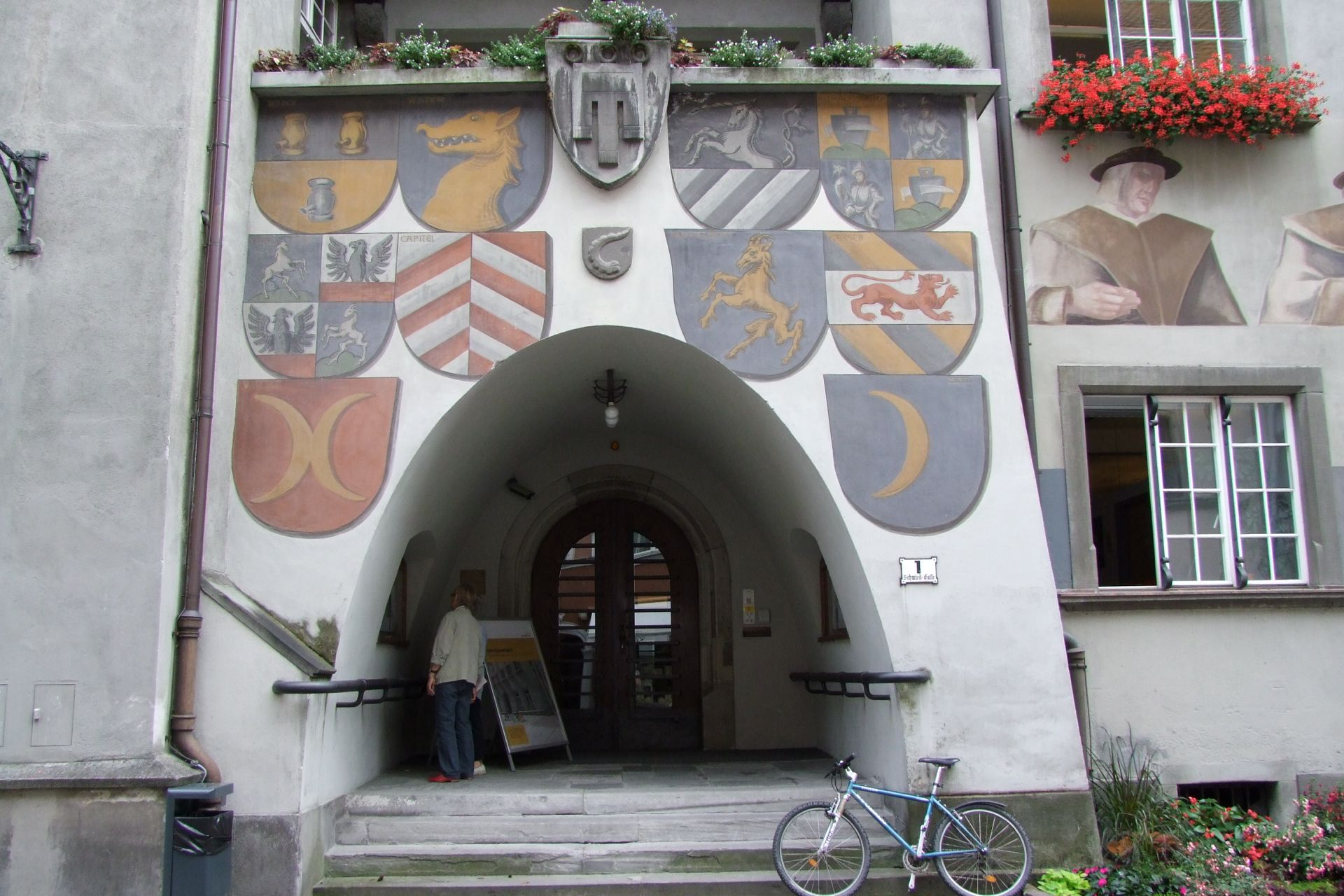
Eingangsportal des Rathauses

Die Stadtvertretung, deren Mitglieder als „Gemeinderäte“ bezeichnet werden, wählt in der konstituierenden Sitzung aus ihrer Mitte – sofern keine Wahl durch die Bürger zustande kam – gemäß § 61 Gemeindegesetz einen Bürgermeister und dann einen mindestens dreiköpfigen Stadtvorstand. Die Zahl dieser „Stadträte“ darf aber gemäß § 55 den vierten Teil der Zahl der Gemeindevertreter nicht übersteigen.
Der Bürgermeister führt den Vorsitz bei den generell öffentlichen Sitzungen der Stadtvertretung, in denen kommunale Belange besprochen und Beschlüsse gefasst werden. Beobachter haben kein Mitspracherecht und kein Stimmrecht. Die Stadtvertretung kann nach Bedarf Ausschüsse bestellen. Sitzungen der Stadträte und der Ausschüsse sind nicht öffentlich.

#### Sitzverteilung nach den Wahlen
- Gemeindevertretungswahlen 1985: ÖVP 24, SPÖ 8, FPÖ 2, Feldkirch blüht – Grüne 2.[39]
- Gemeindevertretungswahlen 1990: ÖVP 22, SPÖ 6, FPÖ 4, Feldkirch blüht 4.[40]
- Gemeindevertretungswahlen 1995: ÖVP 20, FPÖ 6, SPÖ 5, Feldkirch Blüht 4, LIF 1.[41]
- Gemeindevertretungswahlen 2000: ÖVP 21, SPÖ 6, FPÖ 5, Grüne 4.[42]
- Gemeindevertretungswahlen 2005: ÖVP 24, Die Grünen 5, SPÖ 5, FPÖ 2.[43]
- Gemeindevertretungswahlen 2010: ÖVP 25, Die Grünen 5, FPÖ 3, SPÖ 3.[44]
- Gemeindevertretungswahlen 2015: ÖVP 18, Die Grünen 7, FPÖ 6, NEOS 2, SPÖ 2, WIR ‑ Plattform für Familien 1.[45]
- Gemeindevertretungswahlen 2020: ÖVP 15, Die Grünen 9, FPÖ 6, NEOS 3, SPÖ 2, WIR ‑ Plattform für Familien und Kinderschutz 1.[46]
- Gemeindevertretungswahlen 2025: ÖVP 13, FPÖ 9, Die Grünen 8, NEOS 4, SPÖ 2.[47]

### Bürgermeister
- 1847–1850, 1858–1861: Fidel Markus Wohlwend[48]
- 1901–1909 Josef Peer
- 1914–1920, 1934–1938 Franz Unterberger

seit 1945
- 1945–0000 Hermann Lange[49]
- 1945–0000 Arthur Ender[49]
- 1945–1957 Andreas Josef Mähr (ÖVP)[49]
- 1957–1970 Lorenz Tiefenthaler (ÖVP)[49]
- 1970–1991 Heinz Bilz (ÖVP)[49]
- 1991–2019 Wilfried Berchtold (ÖVP)[49][50][51]
- 2019–2024 Wolfgang Matt (ÖVP)[52]
- seit 11. Juni 2024 Manfred Rädler (ÖVP)[48][53]

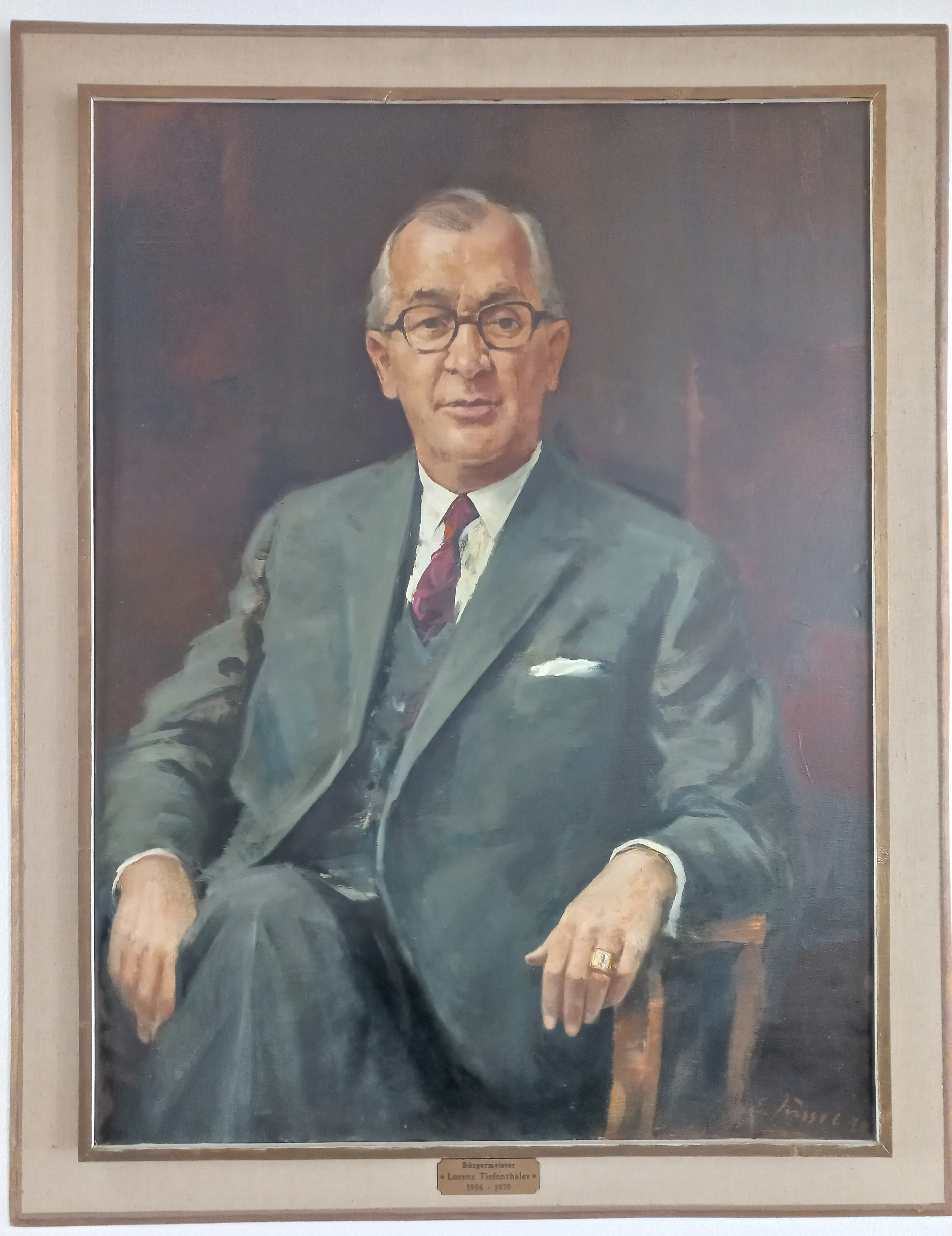
Porträt von Bürgermeister Lorenz Tiefenthaler (1957–1970) im Rathaus

### Vizebürgermeisterin und Stadtrat (Stand Juli 2022)
Vizebürgermeisterin ist seit Dezember 2023 Andrea Kerbleder (FPÖ). Neben dem Bürgermeister und der Vizebürgermeisterin gehören Gudrun Petz-Bechter (ÖVP), Clemens Rauch (Die Grünen), Benedikt König (ÖVP), Wolfgang Flach (ÖVP), Natascha Soursos (Die Grünen), Julia Berchtold (ÖVP), Thomas Spalt (FPÖ) und Eva-Maria Hämmerle (NEOS) dem zehnköpfigen Stadtrat an.

### Ortsvorsteher
bilden die erste Anlaufstelle für die Feldkircher Bevölkerung:
Altenstadt
- Johannes Schelling

Gisingen
- Judith Heeb

Innenstadt und Tisis
- Elisabeth Pucher

Levis
- Matthias Mathis

Nofels
- Silvia Fröhle

Tosters
- Daniel Peter

### Wappen
Das Wappen der Stadt Feldkirch besteht aus einer schwarzen Kirchenfahne auf silbernem Schild.
Es findet in den Stempeln und im Siegel sowie in der Fahne der Stadt Verwendung. Ursprünglich bestand das Stadtwappen aus einem Bild des Feldkircher Domes, an dem die schwarze Kirchenfahne hing. Es gleicht dem Wappen der Grafen von Werdenberg-Heiligen und entspricht – in anderer Farbstellung – dem Wappen der Grafen von Montfort und dem des Bundeslandes Vorarlberg.

### Städtepartnerschaften
Feldkirch ist mit der deutschen Stadt Sigmaringen in Baden-Württemberg eine Städtepartnerschaft eingegangen. Geschichtlicher Hintergrund ist die gemeinsame Verbundenheit mit Fidelis von Sigmaringen, dessen Haupt in der Kapuzinerkirche in Feldkirch bestattet ist.

### Filme
- James Bond 007: Ein Quantum Trost: Im Frühjahr 2008 fanden in Feldkirch Dreharbeiten für den 22. James-Bond-Film statt. Die dabei gedrehte Fahrt des Bond-Darstellers Daniel Craig durch die Gassen der Feldkircher Altstadt wurde im Film als Fahrt durch die Altstadt von Bregenz dargestellt. Zuvor war bereits im Jahr 1969 im sechsten Film der James-Bond-Filmreihe, Im Geheimdienst Ihrer Majestät, auf die Stadt Bezug genommen worden, als Bond in Feldkirch eine Telefonzelle aufsuchte. Die entsprechenden Filmszenen wurden damals jedoch nicht in Feldkirch, sondern im Schweizer Ort Lauterbrunnen aufgenommen.[59]

## Persönlichkeiten

### Mit der Stadt verbunden
- Hieronymus Münzer (1437/1447–1508), Gelehrter und Reisender, geboren in Feldkirch
- Dietrich Meuss (1565/1570–1626), flämischer Maler, hatte seine Werkstatt in Feldkirch
- Fidelis von Sigmaringen (1578–1622), von 1621 bis 1622 als Guardian im Kapuzinerkloster Feldkirch
- Dominik Alois von Weber (1744–1827), Politiker und Offizier, erwarb nach seiner Flucht aus der Schweiz in Feldkirch einen Herrensitz und lebte dort
- Johann Nepomuk von Tschiderer (1777–1860), durch Papst Johannes Paul II. seliggesprochen, wirkte von 1831 bis 1835 als Generalvikar und Weihbischof in Feldkirch[60]
- Theodor Veiter (1907–1994), Jurist. Rechtsanwalt, Prokurist und Völkerrechtler
- Norbert Grebmer (1928–1983), akademischer Maler, wohnte und wirkte in Feldkirch
- Anton Ausserer (1843–1889), Naturforscher und Arachnologe, war ab 1868 Gymnasiallehrer in Feldkirch
- Alfred Ebenhoch (1855–1912), Landeshauptmann von Oberösterreich und Ackerbauminister in Wien, war Absolvent des Gymnasiums Stella Matutina in Feldkirch
- Arthur Conan Doyle (1859–1930), britischer Schriftsteller, besuchte in den Jahren 1875/76 das Gymnasium Stella Matutina und veröffentlichte hier erste literarische Texte[61]
- Clemens August Graf von Galen (1878–1946), deutscher Bischof, Kardinal und Widerstandskämpfer gegen den Nationalsozialismus, besuchte ab 1890 in Feldkirch das Gymnasium Stella Matutina
- Hans Urs von Balthasar SJ (1905–1988), Absolvent des Gymnasiums Stella Matutina
- Ferdinand Strobel, Lehrer am Gymnasium Stella Matutina und Kirchenhistoriker
- Anselm Hartmann (* 1959), Pianist und Hochschullehrer am Konservatorium und Geschäftsführer des Feldkirchfestivals
- Jörg Maria Ortwein, Gründungsrektor der Stella Vorarlberg Privathochschule für Musik.
- Erika Kronabitter (* 1959), Schriftstellerin und Künstlerin, lebt in Feldkirch